# Корейша, Иван Яковлевич
Ива́н Я́ковлевич Коре́йша (8 [19] сентября 1783, Смоленск [по другим данным, село Иньково Поречского уезда Смоленской губернии] — 6 [18] сентября 1861, Москва) — русский юродивый, почитаемый многими современниками в качестве прозорливого, прорицателя и блаженного, но не канонизированный и не прославляемый Русской православной церковью в лике святых. Свыше 47 лет провёл в больницах в качестве психически больного, из них почти 44 года в Московской Преображенской больнице. Увековечен в произведениях русской классической литературы Ф. М. Достоевским, А. Н. Островским, Н. С. Лесковым и Л. Н. Толстым, И. А. Буниным и другими.

## Биография

### Ранние годы
Точных данных о месте рождения Ивана Яковлевича Корейши не имеется. Известно, что он родился в семье священника Смоленской губернии Якова Корейши. Его отец — Яков Корейша стал священником села Иньково Поречского уезда Смоленской губернии, отказавшись от дворянского звания. Позднее он священствовал в самом Смоленске, где и скончался и был похоронен в Спасо-Преображенском Авраамиевом монастыре. По одним данным, Иван Яковлевич родился приблизительно в 1780 году, по уточнённым данным, 8 сентября старого стиля 1783 года. Будучи одарённым ребёнком, в возрасте десяти лет Иван поступил сразу во второй класс уездного училища. Из училища в 1796 году он был переведён в Смоленскую духовную семинарию, в которой обучался по 1803 год.

### Семинарист, учитель, паломник
Биографы Корейши отмечают кротость характера и любознательность, правдивость и добродушие, трудолюбие и основательность суждений молодого человека. В семинарии Иван обучался вместе со своими старшими братьями Павлом и Гавриилом (историкам известны также сестра Ивана Параскева и брат Илья, который, по сведениям И. Г. Прыжова, пошёл по военной стезе, достиг звания капитана, вышел в отставку и работал смотрителем в Москве). По словам биографов, юный семинарист был окружён «любовью товарищей и наставников». Он выделялся своими успехами в обучении, отдавая предпочтение богословию, латыни, греческому языку и толкованию Священного Писания. Но, несмотря на кажущееся благополучие семинарского образования, юноша ни с кем не сближался, предпочитая ребячьим забавам чтение святоотеческой литературы и уединённые занятия. За свою замкнутость и нелюдимость он приобрёл репутацию анахорета. По истечении семи лет обучения в Смоленской семинарии Иван Яковлевич получил аттестат с отличием как по наукам, так и по поведению.
Большинство биографов Корейши, за исключением автора «Жития блаженного Иоанна Яковлевича Корейши, черкизовского Христа ради юродивого» Р. А. Наумова, сходятся в том, что Иван Яковлевич не ограничился обучением в семинарии и поступил в духовную Академию, не уточняя, в какую именно, и какое-то время получал образование там.
Так или иначе, но после окончания семинарии Корейша, отказавшись принять сан священника, несколько лет преподавал (по утверждению «Русского биографического словаря» А. А. Половцова) в той же самой Смоленской семинарии, а по указанию Р. А. Наумова, два года работал учителем в Поречском училище, где он познакомился с духовным наставником своих старших братьев протоиереем Успенским. Видимо, не без влияния Успенского в душе молодого человека готовился какой-то перелом. Он решил сменить стезю учителя на стезю странника, паломника. Но при этом молодой человек руководствовался и какими-то собственными соображениями. В отказе от священнослужения и преподавания современный биограф усматривает первые шаги к подвигу юродства. Как повествует другой современный биограф, «судя по всему, с детьми ему было так же скучно, как и с взрослыми. Жил он, прислушиваясь к чему-то, другим не слышимому. В 1806 году, в мае, прервал внезапно урок на полуслове, закрыл книжку и вышел из класса. Изумлённые дети увидели в окно, как он идёт через школьный двор, выходит за околицу и исчезает в дорожной пыли».

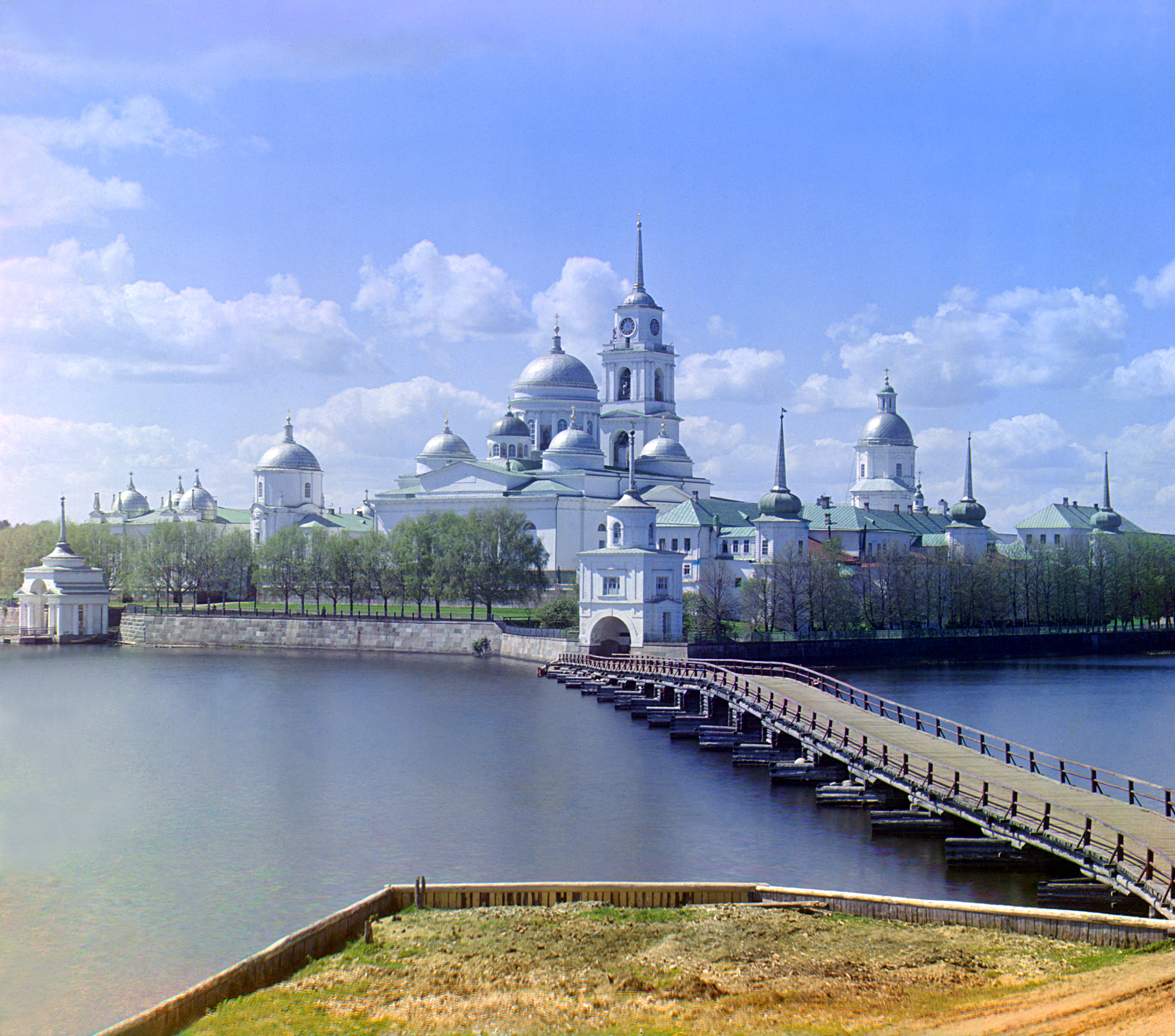
Нило-Столобенская пустынь. Фото С. М. Прокудина-Горского, 1910 год

Таким образом, 7 мая 1806 года, ни с кем не попрощавшись, без вещей и без денег Иван Яковлевич покинул духовное училище и отправился из Поречья паломником в Соловецкий монастырь, куда прибыл к концу сентября того же года. Строгость монашеской жизни произвела на него неотразимое впечатление, и Иван Яковлевич до июня 1807 года жил в Соловецкой обители иноком. Затем его страннический путь пролёг в Киево-Печерскую лавру, и после двух лет паломничества к соловецким и киевским святыням он решил возвратиться домой, но на обратном пути перед Могилёвом его настигла болезнь. Полтора месяца тяжёлого недуга изменили его планы. Корейша дал обет не возвращаться домой, не совершив богомолья в пустыни Нила Столбенского, что находится в Тверской губернии. Достигнув её 16 сентября 1808 года, Корейша снова опасно заболел и исцелился лишь благодаря мощам преподобного Нила.
Вернувшись исцелённым к себе на постоялую квартиру, он сказал своей хозяйке: «Да! Ныне несли меня на руках и в церкви усадили, а через пятьдесят три года опять понесут и уж уложат в церкви». По мнению биографов, это было первое его пророчество, касавшееся его смерти через 53 года. В ознаменование исцеления Корейша решает оставить мир и остаться в Ниловой пустыни. Он вёл иноческую жизнь, неся все тяготы сурового монастырского устава.

### Деяния

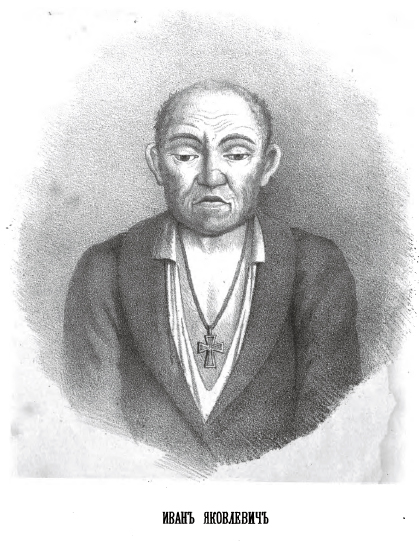
Корейша на гравюре из книги И. Г. Прыжова «Житие Ивана Яковлевича, известного пророка в Москве», 1860

Поселившись в Ниловой пустыни, Корейша стал свидетелем распри между монахами из-за распределения пожертвований монастырю. Братия во главе с настоятелем обвиняла монастырского казначея в расхищении общих денег, тогда как казначей клятвенно уверял всех в своей невиновности. Неожиданно за казначея вступился Иван Яковлевич: «Не на лица зряще судите, а сотворите суд правый и позовите Андрея!» Вызванный на дознание иеродьякон Андрей вдруг признал свой грех, покаялся перед братией и был наказан настоятелем наложением епитимии. Этот случай принёс Корейше уважение братии и настоятеля. В 1809 году Ивана навещает сестра Параскева, которая упрашивает брата вернуться домой. Братия отговаривает Ивана от возвращения, однако Иван покидает пустынь. Он возвращается в Смоленск один, без сестры.
По возвращении домой Корейша за неимением средств к существованию вынужден был снова заняться преподаванием. Работа в местном училище тяготила его. В конце концов, он навсегда оставил это занятие и поселился в заброшенной бане на огородах, где нашёл себе пропитание и обрёл желанное уединение. Аскетичное существование дополнялось горячими молитвами, пением духовных псалмов, в том числе собственного сочинения. Особенно часто он любил петь ломоносовское переложение четырнадцатого псалма:
Господи, кто обитает

В светлом доме выше звезд,

Кто с Тобою населяет

Верх священных горних мест?…
Необычный поступок Корейши вызвал любопытство многих смоленских жителей. Городская молва быстро наделила его репутацией юродивого и блаженного, к нему начал стекаться народ, кто в поисках духовного наставления, кто из желания узнать свою судьбу, а кто и из праздного интереса. В результате добровольное отшельничество обернулось для Корейши обременительным для него «паломничеством» сограждан. Сначала он терпеливо принимал всех приходящих к нему за советом и духовным напутствием, но поскольку большую часть обращавшихся к нему обывателей интересовала не духовная премудрость, а суетные бытовые вопросы, над дверями отшельника появилась надпись о том, что тот принимает к себе не всех входящих, а всех вползающих к нему на четвереньках. Глумливое условие возымело своё действие на посетителей, но не очень значительно.
В это же время за Корейшей начали замечать и другие странные поступки: «безумные» выкрики, ни на чём не основанные обвинения им в краже, бессмысленное бормотание и т. д. Но не все земляки Корейши поверили в его сумасшествие. Те, кто его хорошо знал, полагали его безумие нарочитым, симулятивным, имевшим целью спровоцировать отчуждение вокруг себя, стремлением к затворничеству. Для обретения полной духовной свободы Корейше приходится покинуть облюбованный им городской пустырь и поселиться в лесном шалаше на границе Смоленского и Дорогобужского уездов. Его видели спящим на земле или ходящим на морозе босиком, питающимся только хлебом, смачиваемым снегом или родниковой водой, одетым зимой и летом в одну белую холщовую рубаху (по иным источникам, одетым в неизменный синий халат).
По другой легенде, затворник жил не в шалаше, который соорудил себе сам, а в лесной избушке, которую ему построили крестьяне, нашедшие его случайно в лесу ковыряющим палкой землю. Корейша стал реже показываться на людях, скрывая место своего обитания. У себя в лесу он избегал даже лесорубов. Он появлялся в деревнях внезапно, когда жизни кого-нибудь из деревенских жителей угрожала серьёзная болезнь. Его никто не призывал, он приходил самозванно и, осмотрев больного, заключал: сможет поправиться больной или нет. По существующим преданиям, в своих прогнозах юродивый никогда не ошибался, поэтому его появление встречали с двойственным чувством страха и любопытства.
Согласно ещё одной версии, живя в Смоленске, юродивый ночевал либо в церковной сторожке, либо на церковной паперти. Зачастую его приглашали к себе в дом купцы, предполагая, что его присутствие приносит счастье. Они поили его чаем, в то время ещё деликатесным, угощали булками, взяв которые, он разбрасывал впоследствии по площади, объясняя это тем, что хлеб необходим для птиц и собак — Божьих тварей; чай он иногда выпивал, а иногда усиленно дул на чашку до тех пор, пока не выдувал весь и выходил из-за стола, не проронив ни слова. Последнее обстоятельство рассматривалось горожанами как дурное предзнаменование. Однажды прозорливца спросили: выживет ли девочка, находившаяся в горячке? Блаженный внимательно взглянул на ребёнка, зажёг свечку, задул, вновь зажёг и повторил это трижды. Знаки юродивого истолковали как предзнаменование скорой смерти, что вскоре и произошло.
Среди других особенностей ясновидящего называли также способность угадывать дом, который посетила смерть. Не извещаемый никем прорицатель приходил неожиданно в такую семью, читал заупокойные молитвы и после также внезапно уходил, не беря себе никакой мзды. Таким образом, само таинственное появление провидца истолковывалось многими как предвещание знаменательных событий свыше. Изумлённые прозорливостью отшельника люди (в том числе местные помещики) вновь стали предпринимать попытки встретить прозорливца и получить наставление, совет и молитвы от него, но Иван Яковлевич по-прежнему старался уклониться от любопытных, а появлялся только в исключительных случаях, и такие случаи Р. А. Наумов называет не просто посещениями, а явлениями.
Наступила зима 1811 года. В очередной раз крестьяне, приносившие хлеб юродивому чудотворцу, напомнили ему о том, что тот одевается не по погоде, на что в ответ услышали: «Подождите год-годик, и жарко будет, и мёрзнуть станете». В войну 1812 года Смоленск оказался на оккупированной французской армией территории. Корейшу встречали бродившим по опустевшему городу, вымаливающим милостыню, которой он не забывал поделиться с такими же, как и он, обездоленными бродягами. Иван Яковлевич помогал разрозненным русским ополченцам, рассеянным по смоленским лесам, вселял уверенность в близость победы русской армии. Есть сведения, что точно также позднее юродивый оказывал христианское милосердие и отступавшим частям французов, поскольку его видели бредущим в арьергарде наполеоновской армии, от которой по другим источникам бедолаге приходилось выслушивать немало шуток в свой адрес. Казачьим разъездом он был задержан и доставлен в штаб для дознания в качестве вражеского лазутчика, но вскоре недоразумение выяснилось, и убогий заступник некогда непобедимой армии Наполеона благодаря ходатайству хорошо его знавших смолян был с Богом отпущен.

### Пророчество о женихе

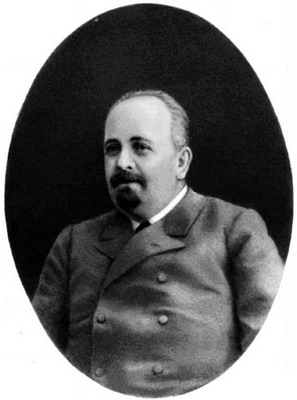
Михаил Иванович Пыляев, известный знаток московской старины и автор книги «Замечательные чудаки и оригиналы», 1898 год

Существуют две легенды о том, как Иван Яковлевич Корейша был признан помешанным. Каждая из них бытует в нескольких вариантах. Ещё накануне войны 1812 года (у Прыжова и Пыляева около 1815 года) в Смоленске появился не то богатый и знатный петербургский чиновник с инспекцией, не то офицер полка, квартировавшего в Духовщинском уезде (у Прыжова и следовавшего ему Пыляева — ветеран войны 1812 года), которому приглянулась дочь местного помещика (варианты — дочь бедной купеческой вдовы, дочь богатой и знатной барыни). Перед свадьбой родитель (или родительница; у Прыжова и Пыляева это делает сама невеста вместе со своей матерью в 1817 году) решает спросить совета блаженного, будет ли счастье в этом браке (в легенде с чиновником жених был в возрасте и, соблазняя девушку, солгал невесте, что он холост, он предлагал ей обвенчаться в Петербурге, куда обещал непременно взять её с собой).
Ответ Корейши, отличаясь в деталях, был отрицательным. Бедной вдове он сказал следующее о богатом женихе-чиновнике: «Не верьте ему! Какое венчание? Он женат, и у него двое детей дома!» Ответ помещику гласил: «Дурно с арестантом в Сибири — вор вором и будет». Ответ невесте: «Разбойники! Воры! Бей! Бей!» Возможно, вариант Прыжова-Пыляева содержал в себе элементы стилизации манеры «позднего Корейши», когда речь юродивого отличалась нарочитой невразумительностью и аффектированностью.
Дальнейшее развитие событий происходило следующим образом (не исключено, что речь идёт о разных апокрифах): вдова задала чиновнику вопрос о жене и детях, оставленных в Санкт-Петербурге, после чего незадачливый жених пришёл в смятение и вынужден был ретироваться. Перед ним были закрыты двери и других смоленских семей, чьи дочери были на выданье. Опозоренный на весь город чиновник в бессильной злобе бесславно покинул Смоленск. Перед отъездом из губернии он сумел выяснить причину своего фиаско. Раздосадованный неудачей обольститель поклялся жестоко расквитаться с «огородным пророком» и будто бы действительно искалечил чересчур прозорливого юродивого, переломав ему ноги.
Затем влюбчивый сановник прибег к своему служебному положению инспектора и подал прошение о том, что в инспектируемом им губернском Смоленске обнаружен буйный помешанный, представляющий опасность для местного гражданского населения, за действиями которого не осуществляется необходимого контроля, а безумные речи самозванного оракула вселяют смуту среди необразованных обывателей, вводя их в искушение и суеверие, опорочивая власть и её добропорядочных представителей. Автором прошения предлагалось во избежание халатной беспечности изолировать сумасшедшего в соответствующем учреждении. При этом сам источник, который повествует об этом эпизоде в жизни провидца, не считает его вполне достоверным.
В вариантах предания с военным дело заканчивается жалобой от обиженного жениха смоленскому губернатору, переломом ног Корейши и отправкой его в сумасшедший дом. Несостоявшийся жених впоследствии, по предсказанию юродивого, оказывается вором, а несостоявшаяся невеста покидает мир, уйдя в монастырь, где становится игуменьей, и оттуда затем она в течение двадцати лет ведёт переписку со своим разлучником — Иваном Яковлевичем Корейшей. По-видимому, какие-то реальные предпосылки этой легенды всё же существовали, поскольку Прыжов называет аббревиатуры, видимо, известных его современникам имён: «Рассказывают, что женихом здесь был не Э-ъ, а К—, который впоследствии действительно оказался вором. Неужели в целом Смоленске не найдется ни одного человека, который собрал бы там все рассказы про Ивана и восстановил их в настоящем виде!».
В варианте офицера-жениха и отца-помещика существуют важные уточнения. Там тоже не обошлось без увечья Корейше от военного, но добавляется, что пророческое предсказание сбылось уже после кампании 1812 года, а покалечивший его офицер поплатился, в конце концов, судом за растрату казённых денег (он был полковым казначеем) и ссылкой на сибирскую каторгу, наказанный лишением всех чинов и прав состояния. Изувеченный блаженный был найден местными жителями в лесу окровавленным и отвезён в городскую больницу Смоленска, где находился на излечении четыре месяца, пока не вышел из неё в день оккупации города французами. Такова была цена некоторых предсказаний смоленского страстотерпца.

### Корейша и сильные мира сего

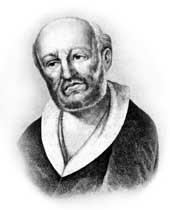
И. Я. Корейша

Существует и более достоверная версия водворения Ивана Яковлевича Корейши в больницу. По окончании войны Корейша на правах юродивого обличал смоленских чиновников в расхищении ими ста пятидесяти тысяч рублей, отпущенных императором Александром I на восстановление разрушенного войной Смоленска. Тема эта сама по себе не заключала в себе ничего необычного и давно обсуждалась согражданами кулуарно. Для Корейши отличие состояло лишь в том, что он выступал открыто и нелицеприятно, без стеснения упрекая чиновников в казнокрадстве.
Однажды пафос обличителя и прорицателя обратился именно на того вельможу, который занимался распределением выделенных казной Смоленску средств. Когда тот проходил по центральному городскому бульвару, Корейша остановил его со словами: «Что ты спесивишься? Ты награждён за смерть — десятки повымерли», — и показал на орден, висевший на нём. Такое прямодушие покоробило и оскорбило сановника. Он распорядился задержать правдолюбца, поместить его в городскую тюрьму до решения суда о дерзком наговоре на государственного служащего. Свидетели этого происшествия попытались вступиться за юродивого, но власти решили до выяснения всех обстоятельств дела и во избежание рецидивов изолировать сомнительного пророка от общества.
Пребывание юродивого в тюрьме вызвало недовольство горожан, поскольку уже в то время он пользовался любовью, уважением и был предметом своеобразной гордости смолян. Иван Яковлевич был доставлен в Смоленское губернское управление для освидетельствования. На вопросы чиновников он отвечал в своей только ему присущей манере, то есть несколько уклончиво, порой невнятно, аллегорично, о себе рассказывая в третьем лице. Чиновникам этого было вполне достаточно, чтобы признать его невменяемым и на основании Указа Смоленского губернского правления от 4 (16) февраля 1813 года направить в городскую больницу Смоленска, ту самую, где по преданию он уже находился за полгода до этого с переломом ног.
Данный Указ категорически предписывал исключать контакты больного с посетителями, однако все меры властей привели к обратному результату, увеличив сочувствие к «пострадавшему за правду» блаженному. Желающие навестить городского чудотворца находили любой способ, чтобы проникнуть в больницу. Репутация неустрашимого мученика, пророка, обличителя мздоимцев и казнокрадов только увеличивалась день ото дня. Ропот негодования против действия властей, массовые подкупы больничного персонала с целью допуска к опальному юродивому привели к тому, что в июне 1815 года Смоленское губернское правление вынуждено было отменить Указ о недопуске посетителей к Корейше. «Проблема Корейши» на несколько лет стала одной из ключевых для губернских властей. Держать его в обычной больнице более не представлялось возможным, а специализированной психиатрической лечебницы в маленьком провинциальном Смоленске не существовало. Слухи о необыкновенном юродивом уже давно донеслись до столицы, откуда начали поступать запросы на действия местных чиновников.
Смоленским властям не оставалось ничего другого, как найти способ избавиться от тяготившего их больного. С этой целью в октябре 1816 года смоленский гражданский губернатор обратился с отношением к московскому военному генерал-губернатору на предмет наличия свободных коек в московском покое для психически больных — впоследствии Московская Преображенская больница. Свободное место отыскалось только год спустя, и в октябре 1817 года Ивана Яковлевича направили в Приказ общественного призрения в Москве. Всё произошло ночью, без лишнего шума, юродивого посадили связанным в телегу, укрыв от посторонних глаз рогожей, опасаясь ропота возмущённых горожан. Из Приказа общественного призрения под конвоем он отправился в московский доллхауз.
Вот как несколько меланхолично, но не без своеобразного юмора и поэзии описывал в третьем лице своё скорбное путешествие из Смоленска в Москву сам Корейша:

Когда суждено было Ивану Яковлевичу переправляться в Москву, то ему предоставили и лошадь, но только о трёх ногах, четвёртая была сломана. Конечно, по причине лишения сил, несчастное животное выдерживало всеобщее осуждение, питаясь более прохладою собственных слёз, нежели травкою. При таком изнурённом её положении мы обязаны были своей благодарностью благотворному зефиру, по Божьему попущению, принявшему в нас участие. Ослабевшая лошадь едва могла передвигать три ноги, а четвертую поднимал зефир и, продолжая так путь, достигли мы Москвы, а октября 17 взошли и в больницу. Это начало скорбям. Возчик мой передал обо мне обвинительный акт, и в тот же день, по приказу строжайшего повеления, Ивана Яковлевича опустили в подвал, находящийся в женском отделении. В сообразность с помещением дали ему и прислугу, которая, по сердоболию своему, соломы сырой пук бросила, говоря: чего же ему ещё? Дорогой и этого не видал; да вот ещё корми его всякий день, подавай воды с хлебом, а в бане жил, что ел? Погоди, я сумею откормить тебя — у меня забудешь прорицать!

### «Студент прохладных вод»

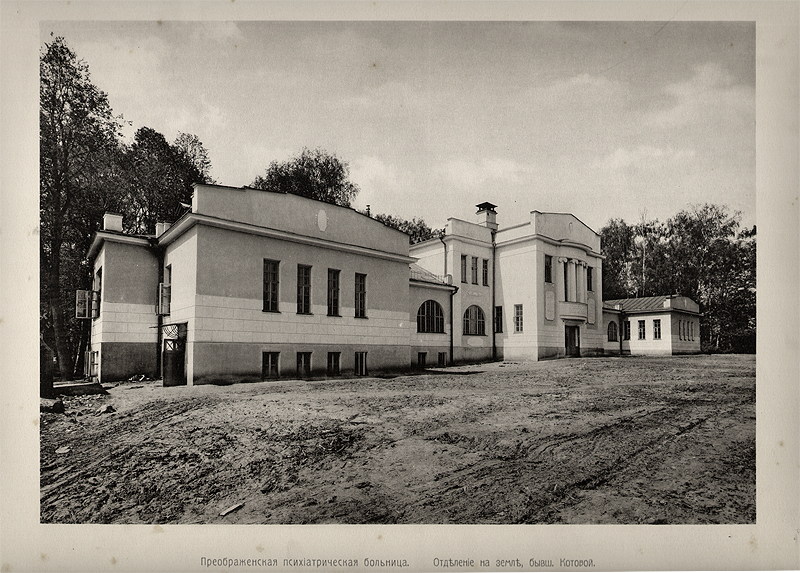
Московская Преображенская психиатрическая больница, 1910-е годы. В 1820 году здесь находилось 113 больных. На переднем плане знаменитый подвал

Весь остаток своей жизни, почти сорок четыре года, провёл Корейша в стенах лечебного учреждения, которое в разные годы называлось Московский Доллхауз, Московская Преображенская больница, Московская психиатрическая больница № 3 имени Гиляровского. Первые годы пребывания Ивана Яковлевича в больнице биографы описывают в самых мрачных красках, изображая жизнь пациента как житие блаженного мученика и терпеливца, полную горя, лишений и истязаний. Праведника бросили в сырой подвал отделения для буйных помешанных на пук сырой соломы, приковав толстой металлической цепью в углу подвала женского отделения.
Лечения как такового в этом «сумасшедшем доме» не осуществлялось, а если и осуществлялось, то своими методами, которые оставил в своих описаниях главный врач больницы доктор Кибальтиц (Кибальчич), оно вселяло в несчастных ещё больший страх: пиявки к вискам или к заднему проходу, холод на голову, кровопускание, рвотный винный камень, различного рода слабительные (белена, сладкая ртуть), прожоги на руках (cauteres) и т. д. Больные были отданы во власть свирепых санитаров, кормили пациентов преимущественно хлебом и водой. Тем не менее для блаженного Ивана Яковлевича, искавшего места для подвига смирения и аскетизма, подвал «безумного дома» оказывается именно такой своеобразной кельей. Но по мнению биографов подвижника, смирение — не единственный его подвиг: «Осуждением на заключение в больницу блж. Иоанн был как бы уподоблен духовно прп. Арсению Великому, скрывавшемуся от мира в пустыне и выведенному Богом к людям для спасения погибающих. Где бы иначе несчастные больные, оставленные родственниками и обществом нашли ещё такого молитвенника и попечителя об их телесных и духовных нуждах, причём ценою собственного имени, благополучия и здоровья? И где бы холодное к духовным вопросам общество того времени нашло такого обличителя и врачевателя язв греховных?» В этой юдоли слёз блаженный придумал самому себе поэтичное прозвище, которым начал подписываться, — Студент холодных вод (иногда хладных или прохладных вод).
По мнению историков Преображенской больницы, в первые годы своего существования (доллхауз существовал с 1792 года, а в своём новом здании с 1808 года) заведение представляло собой самую горькую и безотрадную картину русской неурядицы. Это было что-то среднее между безобразной тюрьмой и грязной ночлежкой. В этих условиях там были вынуждены содержаться больные, полураздетые и полуголодные. Буйные больные приковывались цепями к столбам и в таком положении оставались по нескольку месяцев. Печи не топились, разбитые стёкла заклеивались бумагой, спали вповалку на грязных подстилках в палатах, коридорах и на лестницах, тюфяков не было. Продовольствие доставлялось на пожертвования местного купечества и в значительной мере оседало у персонала.
Прежний Указ Смоленского губернского правления о запрещении посещения юродивого вдруг снова обрёл прежнюю силу, поэтому Корейша содержался изолированно от остальных больных, но особого «помешательства» не проявлял, если таковым не считать желание самоизнурения, которое, по словам смотрителя Боголюбова и священника Екатерининского Богадельного дома, проявлялось в ежедневном разбивании молотком камней и стекла, доставлявшихся в лечебницу по его просьбе, — таким образом он якобы изгонял бесов, въявь «сокрушая» людские пороки. Спать Иван Яковлевич сразу же привык на голом полу и ничем не укрываясь (наблюдения о поведении юродивого в Смоленской больнице биографам неизвестны). Любопытную манеру принятия им пищи отмечают многие очевидцы: приносимую ему на завтрак, обед, ужин еду он превращал в месиво и в таком виде ел сам и угощал ею окружающих.
Не замедлили себя ждать и другие необъяснимые происшествия со смоленским чудаком. На третий день после поступления Корейши в лечебницу смотритель Боголюбов намеревался спросить Ивана Яковлевича о своей больной дочери, но тот упредил его с вопросом: «Ох, больно, жалко! Ох, корь, корь — три дня помечется, повысыпит — на третий день здоровье». Диагноз кори был подтверждён лечащим врачом через два часа, правда, выздоровление наступило на девятый день. Опять же со слов Боголюбова, 19 февраля 1819 года Корейша позвал смотрителя к себе в палату и, когда Боголюбов вошёл, закричал на него: «Прими странника в дом!» Вечером к больнице подъехал посетитель, оказавшийся родным братом блаженного, протоиереем города Павловска Павлом Корейшей. Не видя и не слыша своего брата из-за запертой двери, Иван начал стучать в дверь и звать Павла по имени. Дежурный служитель рассказал больничному персоналу и своим близким этот случай, те разнесли новость по всей Москве, в конце концов, повторилась та же самая история, что и в Смоленске: к юродивому потянулись толпы любопытных. Больничный надзиратель Иголкин впускал паломников после врачебного обхода с чёрного хода по одному, собирая с посетителей мзду за получасовой визит. Так продолжалось с 1822 по 1828 год.

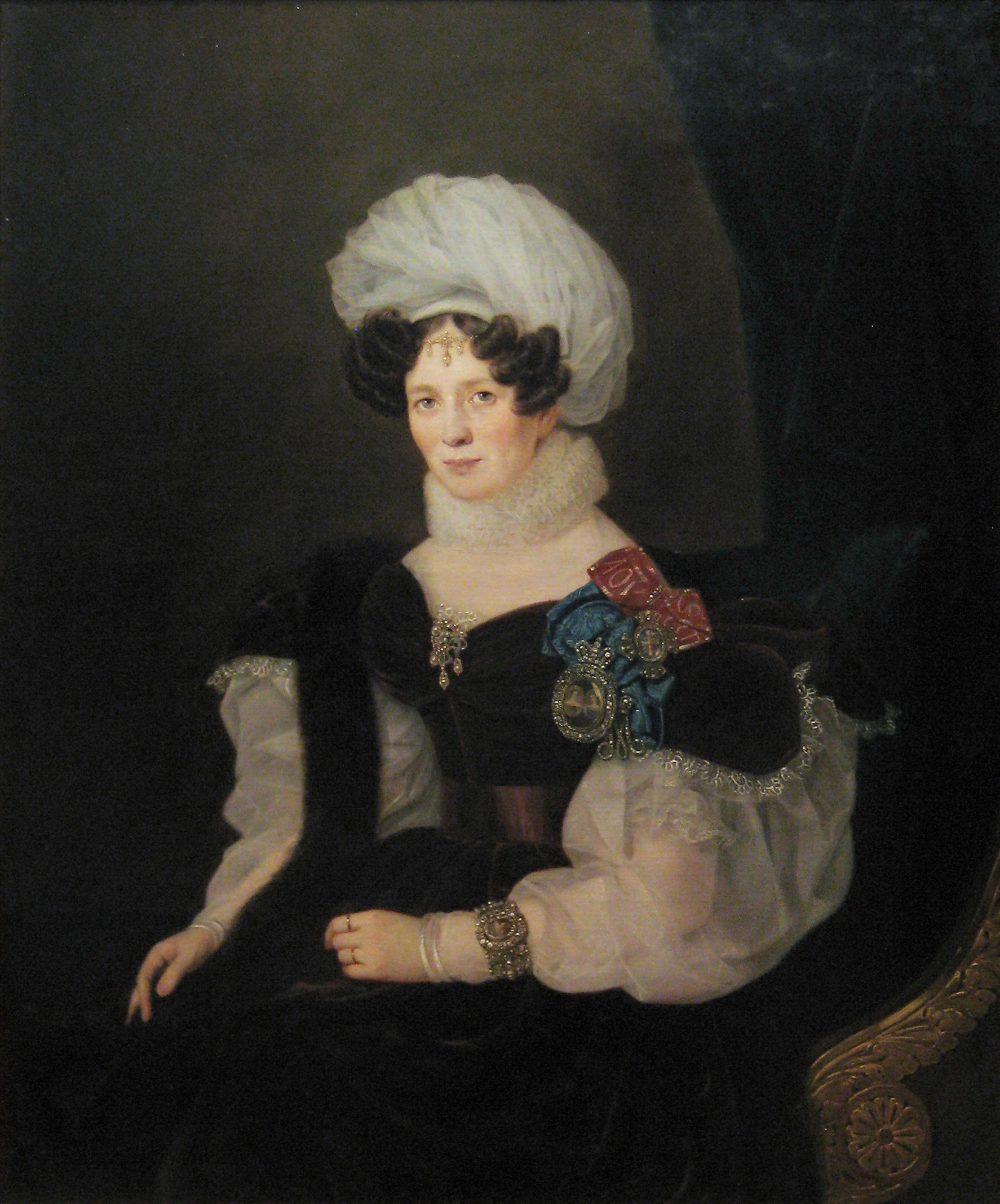
Княгиня Татьяна Васильевна Голицына (рожд. Васильчикова). 1783—1841

В числе любопытных оказалась и жена московского генерал-губернатора Д. В. Голицына Татьяна Васильевна Голицына. Вопрос, который она задала юродивому, был следующий: «Где находится в настоящее время муж мой?» Иван Яковлевич назвал ей дом. Приехав домой, княгиня Голицына переговорила с князем и убедилась в правоте Корейши. Это происшествие имело благоприятные для Ивана Яковлевича последствия. Кончилось одиннадцатилетнее «лечение строго режима», контроль за посетителями Корейши (и за предпринимательством надзирателя Иголкина) ослаб.
Вскоре полицейский смотритель Боголюбов получает отставку, а главным врачом назначают действительного тайного советника и доктора медицины В. Ф. Саблера, при котором больница преобразилась.
Изучив состояние дел в лечебнице, главный врач распорядился перевести пациентов из подвала наверх, обновился медперсонал, в 1832 году началась Пинелевская реформа, первая в России. Она заключалась в освобождении больных от цепей. Отныне больницей формально руководило не полицейское ведомство в лице смотрителя, а главный врач. В 1834 году окончательно были отставлены цепи, введена лечебная трудотерапия, на каждого больного стали заводить «скорбные листы» — история болезни, появились врачи-ординаторы. В конце концов, бывший доллхаус в 1838 году стал называться Преображенской больницей. Иван Яковлевич получил отдельную просторную палату, но гуманные нововведения Саблера встретил в штыки, скинув с постели чистое бельё на пол и, примостившись в углу, оградил себя чертой, которую никогда не преступал сам и которую не позволял преступать никому. Его никто не видел сидящим. Посетителей он принимал стоя или лёжа. Писал он также стоя.

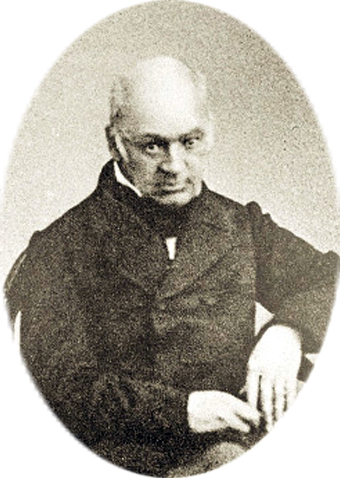
Василий Фёдорович Саблер руководил больницей в 1828—1871 годах

Видя феноменальную популярность Корейши и отдавая себе отчёт в тщетности попыток ограничить доступ к нему, Саблер решил узаконить свободные посещения юродивого. С этой целью он обращается с ходатайством к генерал-губернатору Дмитрию Владимировичу Голицыну и в 1833 году такое разрешение получает. В этом году было официально утверждено новое положение о Доллхаузе. Согласно этому положению в больнице был разрешён платный доступ посторонних посетителей к Ивану Яковлевичу Корейше, цена устанавливалась двадцать копеек серебром. Вырученные средства (а их было собрано за всё время нахождения в больнице Ивана Яковлевича несколько тысяч рублей) направлялись на благоустройство больницы (музыкальные инструменты и даже бильярд), улучшение питания, обеспечение лекарствами больных. Таким образом, Корейша стал первым в истории «коммерческим» больным, принося доход лечебному заведению не в виде платы за своё содержание (средства на это отпускались из казны), а самим фактом своего нахождения в больнице, которая обрекла его на пожизненное пребывание там.

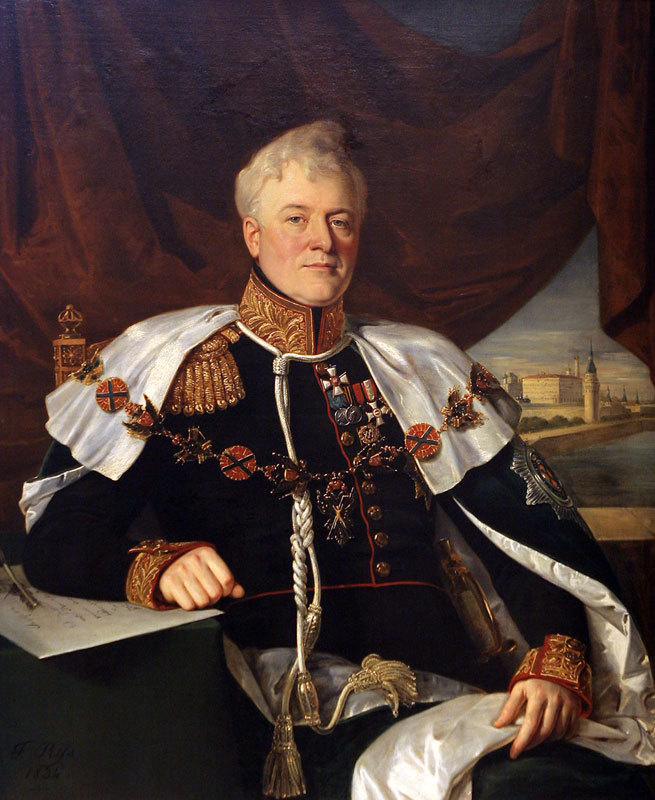
Князь Дмитрий Владимирович Голицын, московский военный генерал-губернатор

Сделавшись теперь уже московской достопримечательностью, юродивый попросил, чтобы с малоимущих посетителей денег не брали совсем, наоборот, он делился с ними приношениями богатых. Состоятельным визитёрам, желавшим жертвовать лично ему, Корейша показывал на общую больничную кружку, демонстрируя тем самым своё бескорыстие и нетребовательность. Как исключение он принимал калачи, яблоки и нюхательный табак, которые тут же «освящал» в своих руках и раздавал эти чудотворные дары своим гостям. Другой мемуарист свидетельствует, что столь ценимый юродивым нюхательный табак доставлялся ему в таком количестве, что больничная администрация имела возможность реализовывать его пудами обратно в табачные лавки, после чего он снова попадал в больницу вместе с новыми приношениями. Табак этот блаженный нюхал, жевал, посыпал им вокруг себя, а также себе на свою лысую голову.
Его нетребовательность к себе граничила с полной нечистоплотностью. Палата, где находился больной, была необыкновенно грязная, при этом, по настоянию Ивана Яковлевича, она почти никогда не убиралась, а нечистотам юродивого находилось самое разнообразное применение. По воспоминаниям доктора Дюмуляна (Демулена), помещение Корейши походило на логово животного, а не на медицинскую палату. «Сам Иван Яковлевич лежал на полу, на слое песка, прикрытый лоскутным и настолько грязным одеялом, что от одного его вида тошнота подступала к горлу… а грудь покрыта волосами и грязью. Подушки тоже покрыты грязью и жуткими слоями сала».
В этом же описании Корейша предстаёт плешивым, с остатками курчавых волос вокруг лысины. Напротив его лежанки располагался диван для посетителей. У дверей, перед входом в палату, стояла кружка для пожертвований больнице. Общение с посетителями происходило либо обменом записками, либо обычными репликами, но в любом случае вопрошающий не был застрахован от невнятного, «тёмного» ответа, гости зачастую слышали глухое, бессвязное бормотание или просто ответ невпопад. Биографы рассказывают, что юродивый мог порой грубо издеваться над своими гостями: молодых девушек посадить к себе на колени, а пожилым женщинам говорить скабрёзности, заворачивать им платья, облить или обмазать их, кидался всем, что попадалось под руку, или наоборот заставлял посетителей убирать за собой, а то и просто вываливал еду гостю на голову. Заезжий доктор был крайне удивлён увиденным: «Странно, что такой грязный человек, вызывающий омерзение, был объектом поклонения». Но посетительниц Корейшы не смущала подобная экстравагантность, наоборот, всё происходящее они понимали по-другому, пытаясь отыскать в эксцентрических выходках блаженного подлинный аллегорический смысл.
Поскольку мочился Иван Яковлевич под себя, то санитары вынуждены были посыпать его отправления песком. Песок этот считался целительным в среде почитательниц Ивана Яковлевича, которые его утилизировали в надежде излечения от всевозможных заболеваний. Позднее, уже после смерти чудотворца, чтобы не разочаровывать приходящих издалека за целебным песком посетителей, находчивые сторожа наладили изготовление «целебного песка» собственными средствами и продавали как настоящий. Суеверие было настолько сильным, что покупатели, не замечая подмены, по-прежнему находили целебные свойства в этом песке. По воспоминаниям И. Г. Прыжова:

В его палате стены уставлены множеством икон, словно часовня какая… Направо в углу, на полу, лежит Иван Яковлевич, закрытый до половины одеялом. Он может ходить, но несколько лет уж предпочитает лежать. На всех других больных надето бельё из полотна, а у Ивана Яковлевича из темноватого ситца. И этот тёмный цвет белья, и обычай Ивана Яковлевича совершать все отправления, как-то: обеды, ужины (он всё ест руками и об себя обтирается) — всё это делает из его постели какую-то тёмно-грязную массу, к которой трудно подойти. Лежит он на спине, сложив руки на груди. Ему около 80 лет. Лоб высокий, голова лысая, лицо какое-то придавленное и так неприятно, что у меня не достало духу его рассмотреть. Он молчит или почти не отвечает на все предлагаемые ему вопросы…

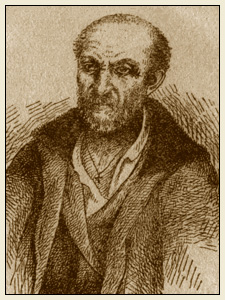
Иван Яковлевич в больничном халате

Особенное положение Корейши как больного подчёркивалось администрацией больницы не только ситцевым бельём, но и специально отведённым для него прислужником по имени Миронка, в чьи обязанности входило в том числе ежедневно приносить в вёдрах юродивому булыжники с бутылками и забирать от него раздробленные в прах в процессе «истребления бесов» камни и стекло. Мирон провёл много лет рядом с Иваном Яковлевичем, выполняя самые разнообразные, порой экстравагантные поручения блаженного. Ясновидящий предсказал своему служителю умереть первому вслед за кончиной самого Корейши.
И. Г. Прыжов упоминает также о том, что юродивому не была запрещена за обедом и ужином водка. Под старость, когда прорицатель не мог уже самостоятельно писать записки своим посетителям, это за него делал специально приставленный к нему богадельный дьякон, который в то же время собирал материалы для будущего жития блаженного. Психиатрическое заключение в скорбном листе юродивого гласило: деменция (или слабоумие), этиология заболевания была обозначена как лат. mania occupotio mentis in libro (или помрачение на почве избыточного увлечения чтением), своеобразное «горе от ума», как отмечают его биографы. Прогноз излечиваемости больного: «некурабельный» — не поддающийся лечению. Такой диагноз не оставлял пациенту никаких шансов на возвращение из психиатрической больницы.
В то же время биограф Корейши А. Ф. Киреев свидетельствует о том, что юродивый не был лишён юмора, примеры которого он приводит в своей книге. Зато из больничной кружки, установленной возле палаты почётного больного, извлекалось в среднем до двухсот рублей каждый месяц (по утверждению Р. А. Наумова, легендарная кружка до сих пор находится в этой больнице). Доктор Демулен сообщает мнение В. Ф. Саблера 1856 года: «Мы очень бедны; если бы не Иван Яковлевич — не знаю, как бы мы сводили концы с концами». Пожертвования поступали и деньгами, и одеждой, и провизией. По сути, содержание всей больницы зависело от Ивана Яковлевича.
Ежедневно блаженного посещали до 60 посетителей («Новый энциклопедический словарь Брокгауза» называет число в 100 человек), преимущественно женщины, монотонное пророчествование о женихах, младенцах, болезнях, покражах и природных катаклизмах утомляло провидца. Поэтому, будучи уже глубоким стариком, не представлявшим никакой опасности для окружающих, Корейша по просьбе своей племянницы диаконицы Марии обратился с ходатайством о собственном освобождении из больницы. Быть может, он и сам не рассчитывал на положительный ответ, но когда разрешение было получено, Иван Яковлевич категорично заявил: «Никуда идти не хочу, а тем более в ад», подразумевая под адом мирскую жизнь за пределами больничной ограды.

### Смерть и дальнейшее почитание

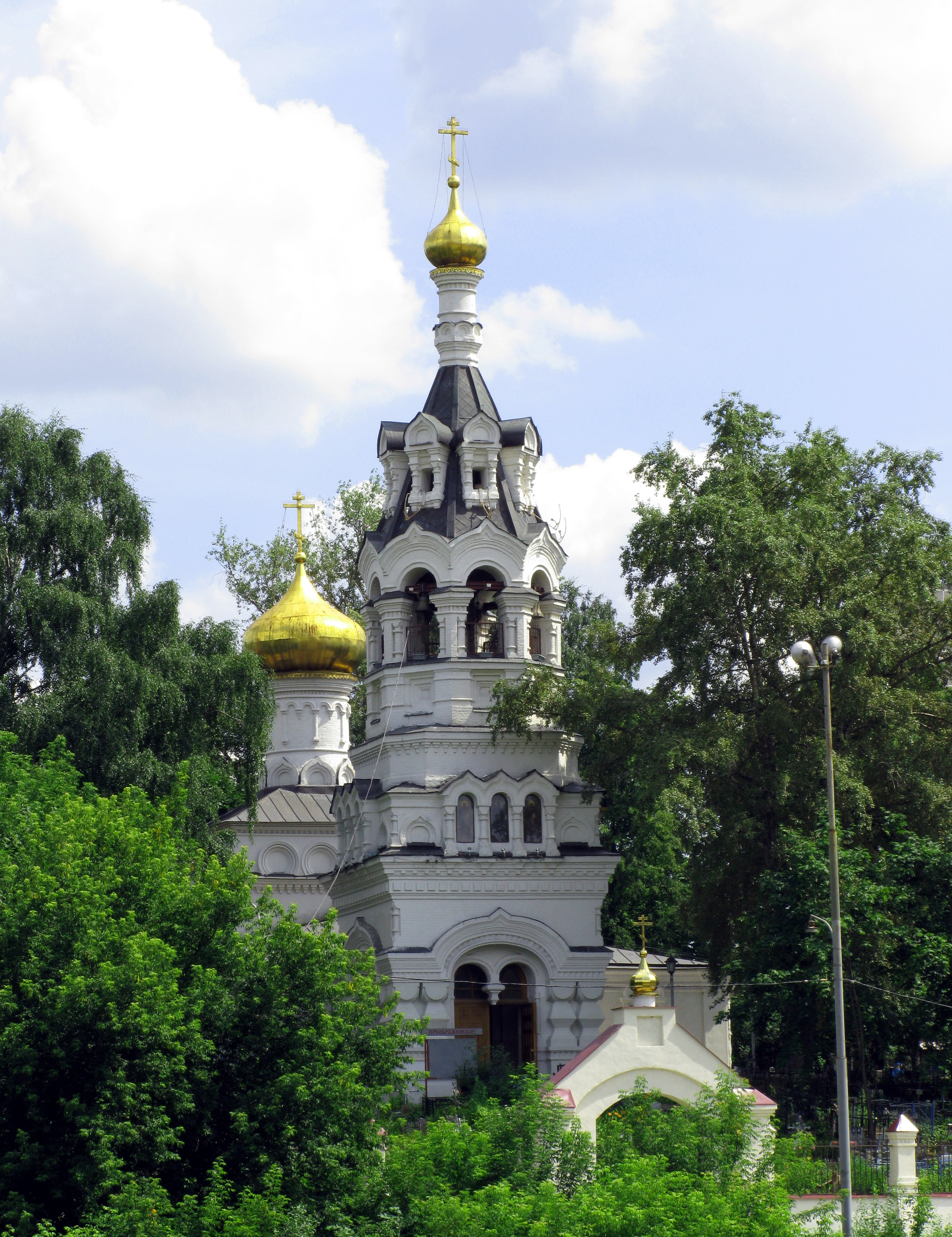
Храм Ильи Пророка в Черкизове и окружающее его кладбище

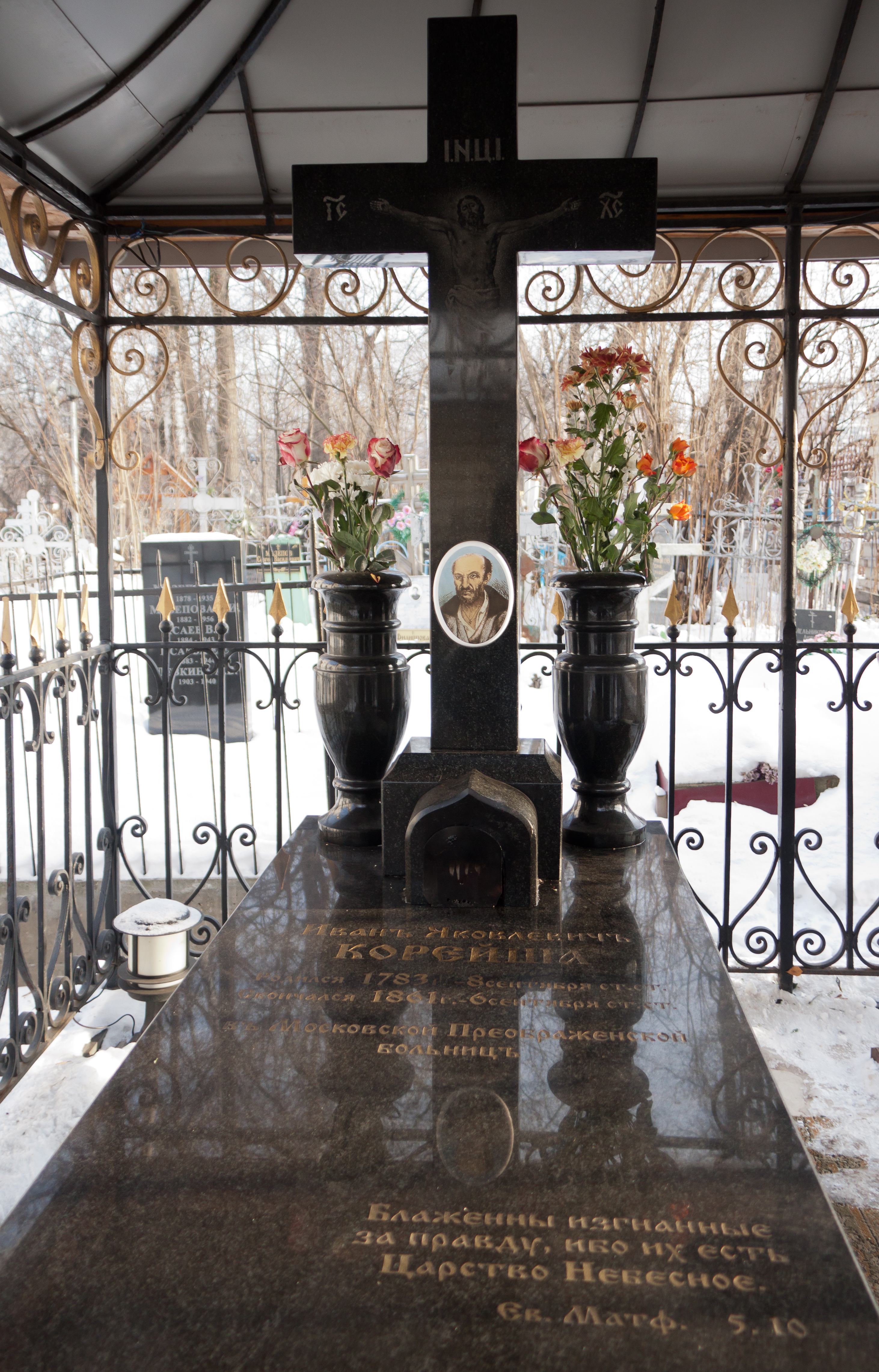
Могила И. Я. Корейши в некрополе церкви Ильи Пророка

Под конец жизни известность Корейши стала общероссийской, о нём писали газеты и журналы, на поклонение «московскому пророку» приезжали со всех концов страны. Известно, что ещё в страстную субботу 1861 года, приобщившись святых Христовых тайн, блаженный угодник воскликнул: «Поздравляю вас с Новым годом, с утренней авророй!». Эти слова были истолкованы позднее как предвестие собственной скорой смерти. В последние свои дни старец перестал вставать с постели, но по-прежнему принимал посетителей и делал это до самого своего конца.
За несколько дней до смерти он простудился и сильно кашлял (по другой информации, Иван Яковлевич умер от водянки). Он по-прежнему спал на полу и без подушки, а не на кровати. За восемь дней до кончины, по словам биографов, предвидя свою смерть, он попросил приготовить ему уху из восьми рыбин. За день перед тем, как умереть, он перестал давать письменные ответы посетителям. В последнюю свою ночь он лёг ногами к образам, наутро пригласил священника для соборования и приобщения Святых Тайн, и это было уже второе его соборование и второе приобщение Святых Тайн. Из последних слов его посетители слышали следующее: «Не плачьте, Ангел надо мною». Легенда гласит, что в день смерти 6 сентября 1861 года он с усилием принял всех посетителей, а когда Ивана Яковлевича покинула последняя посетительница, он поднял руку и явственно произнёс: «Спаситеся, спаситеся, спасена буди вся земля!». После этих слов он умер.
Московский митрополит Филарет (Дроздов), узнав о смерти блаженного, спросил: «Что, скончался труженик?» Затем, прослезившись и перекрестившись, сказал во всеуслышание: «Помяни его Господи во Царствии Твоем». Филарет принялся выяснять предсмертную волю Ивана Яковлевича для того, чтобы решить вопрос о месте его захоронения, на что ему было доложено, что однажды угодник, воздев руки кверху, воскликнул: «Вижу отца Леонтия в неприступном свете» (речь шла о его бывшем духовном ученике, иеромонахе Покровского монастыря). Филарет истолковал эти слова блаженного как желание быть похоронённым в Покровском монастыре, после чего были сделаны необходимые приготовления и выкопана могила. Это решение митрополита Филарета порадовало настоятеля и всю братию монастыря.
Однако тела старца не могли предать земле в течение пяти дней, поскольку сразу несколько обителей претендовали на право похоронить его у себя. Предлагалось сделать это на родине в Смоленске, или в Алексеевском женском монастыре. В дело вмешался некто полковник Заливкин, которому удалось уговорить Филарета разрешить похоронить тело Ивана Яковлевича в селе Черкизове, при этом полковник полностью взял на себя все расходы по захоронению. Причина усердия Заливкина состояла в том, что ему, бывшему ревностному католику, Корейша трижды являлся в видениях, после чего Заливкин (Заливский) принял православную веру и впоследствии был миропомазан самим митрополитом Филаретом.

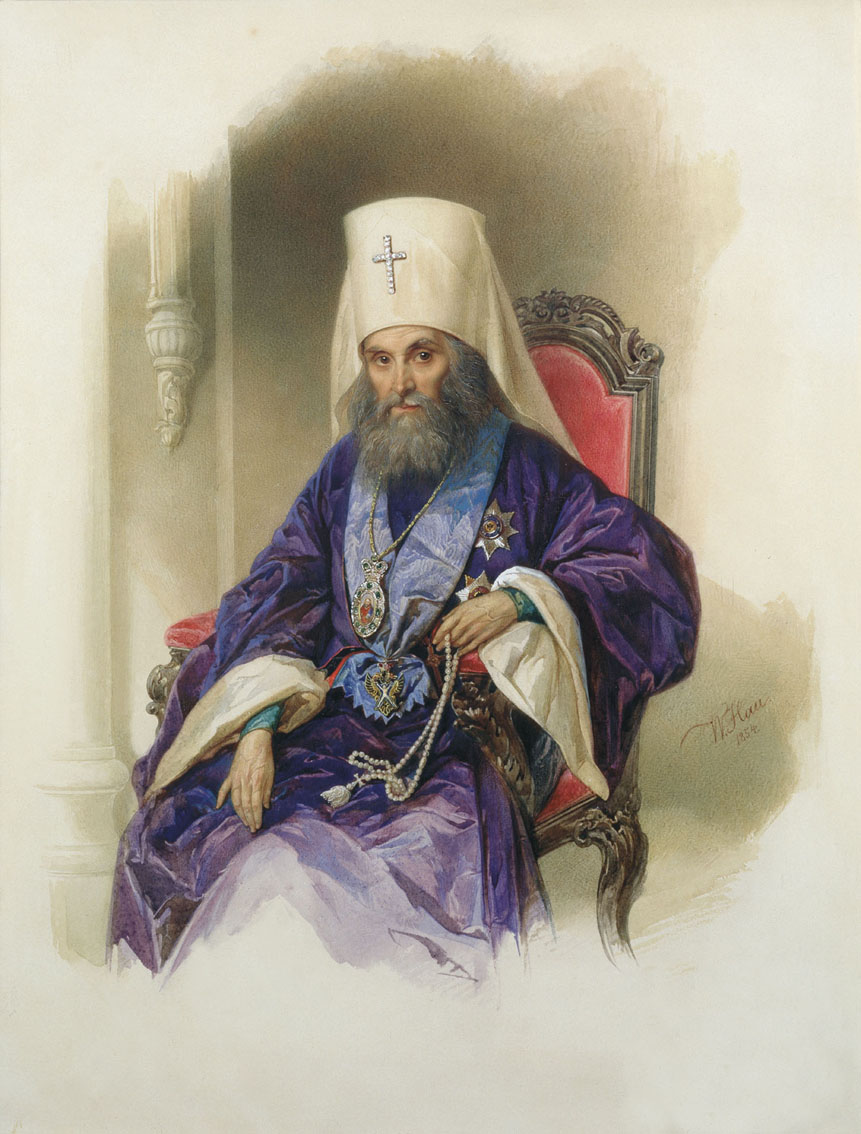
Митрополит Филарет, акварель В. И. Гау, 1854

Другой весомой причиной решения митрополита была просьба племянницы блаженного — Марии, бывшей замужем за дьяконом храма Ильи Пророка в Черкизове. Биограф сообщает, что гроб с телом покойного юродивого из больницы был вынесен с чёрной лестницы в сопровождении В. Ф. Саблера и прочего персонала во избежание осложнений со стороны душевнобольных, считавших Корейшу своим благодетелем. Множество экипажей провожало усопшего, несмотря на длинный и грязный путь, большое количество приверженцев блаженного следовали за гробом. Его тело было похоронено с правой стороны от центрального входа церкви во имя Ильи Пророка. Вот как описывает современник похороны Ивана Яковлевича:

В продолжение пяти дней, отслужено более двухсот панихид; Псалтырь читали монашенки, и от усердия некоторые дамы покойника беспрестанно обкладывали ватой и брали её с чувством благоговения. Овёс играл такую же роль. Цветы, которыми был убран гроб, расхватывали вмиг. Некоторые изуверы, по уверениям многих, отгрызали даже щепки от гроба. Бабы провожали гроб с воем и причитанием. — «На кого ты нас, батюшка, сироти-и-нушек», — это снова пелось и тянулось таким тоном, что звенело в ушах, — «оставил, кто нас без тебя от всяких бед спасёт, кто на ум-разум наставит, батюшка?» Многие ночевали около церкви… Долгое время на могиле служили до двадцати панихид в день.
— Н. Скавронский (А. С. Ушаков), «Очерки Москвы», три выпуска (1862—1866)
По мнению ряда источников, похороны юродивого походили на безумие суеверной толпы. Провожать Ивана Яковлевича явилось едва ли не половина Москвы, пришли все такие же «сирые и убогие», как и сам Корейша, нищие, бродяги, пьяницы, кликуши, странники и прочий люмпен-пролетариат, так что погребение превратилось в фарс. Воздух сотрясали причитания искренне верящих в святость усопшего угодника, в приступе религиозной экзальтации верующие падали в обморок.
После того, как Ивана Яковлевича отпели, толпа вернулась вновь к Преображенской больнице и выбрала себе вместо Корейши другого юродивого, который охотно принял на себя эту роль. Некрологи о смерти Ивана Яковлевича Корейши поместили у себя все крупные московские газеты, и даже столичная «Северная пчела» в № 207 опубликовала статью известного журналиста С. П. Колошина «Последние почести Ивану Яковлевичу» (Из частного письма к издателю «Северной пчелы»). Долгое время после смерти Ивана Яковлевича его почитали как святого. И ныне, в день его кончины 19 сентября, всякий раз, когда причт храма Ильи Пророка совершает панихиду по Ивану Корейше, прихожане приходят почтить его память.

## Приписываемые чудеса

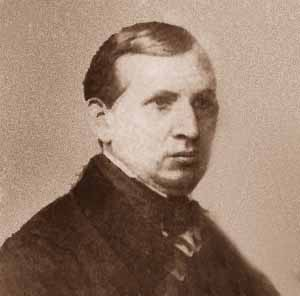
Фёдор Буслаев

Перед началом Крымской войны, как и ранее перед Отечественной войной, Иван Яковлевич предлагал засушивать сухари, готовить бинты, щипать корпию. Е. Филякова и В. Меньшов отмечают, что Корейша был популярен не только в среде мещанства и архаичного по своим взглядам замоскворецкого купечества; нередко его навещали представители московской и петербургской знати, представители образованного общества и различные чиновники. В. Ф. Саблер следующим образом передает эпизод, который произошёл с Иваном Яковлевичем при посещении юродивого «некой госпожой Ланской» — получив согласие Корейши на визит этой дамы, Василий Фёдорович был озадачен поведением юродивого: во время приёма последний молчал и только просил доктора снять левый сапог, добавляя: «Узок больно». Некоторое время Саблер игнорировал данное обращение, однако в конечном итоге уступил личной просьбе Ланской и снял сапог. После этого Иван Яковлевич начал говорить, а Саблеру пришлось стоять весь разговор на одной ноге. После работы, когда доктор возвращался домой в коляске, лошади неожиданно понесли — не справившийся с лошадью кучер и испуганный пассажир выпрыгнули из коляски; Василий Фёдорович сломал себе левую ногу — чтобы снять сапог с сильно распухшей ноги, обувь пришлось разрезать. Некоторое время спустя Ланская напомнила Саблеру о «предсказании» с сапогом.
А. Ф. Киреев в своей книге о Корейше также привёл несколько примеров приписываемых юродивому чудес: Иван Яковлевич предсказал Кирееву имя его будущей жены, излечил его от холеры, его отцу предугадал прибыль в размере 1800 рублей, предсказал скорую смерть слуги Киреевых Артёма и т. п. Один человек, по рассказу Киреева, решил предпринять грандиозное строительство и пришёл к Корейше спросить, сколько ему нужно приобрести земли, на что юродивый ответил: не больше трёх аршин. Вскоре этот человек скончался. Поскольку подобных эпизодов известно несколько десятков, не всегда можно установить, является ли их итог результатом внушения Корейши своим посетителям.

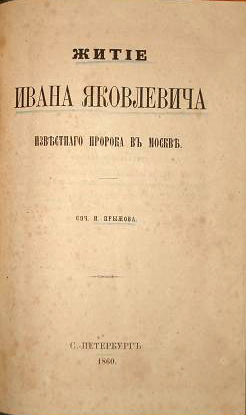
«Житие Ивана Яковлевича, известного пророка в Москве» — первая книга о Корейше за авторством И. Г. Прыжова

Р. А. Наумов приводит примеры ясновидения, приписываемого блаженному. Приезжает к юродивому богатая дама и спрашивает, когда ждать ей мужа. В ответ Корейша прослезился, на что дама рассердилась, а юродивый спросил её: «Вдовица! Вдовица! Почему в цветном, а не в чёрном?» Приехав домой, дама находит письмо, извещавшее её о том, что муж её умер от апоплексического удара в дороге. Р. А. Наумов утверждает, что «часто Иван Яковлевич отвечал не на вопрос, а на мысль приходившего к нему».
В другом описываемом случае некий господин Волхов (Волохов) решил испытать ясновидческие способности юродивого и спросил его, не будучи женатым, когда супруга вернётся из столицы. Иван Яковлевич ответил Волхову, что тот вовсе не женат, но в ближайшее время будет женатым. Затем он описал его будущую жизнь на несколько десятков лет вперёд, сделав это на греческом языке и по-латыни, по-русски добавив: «Живи как живешь, трудись как трудился, и хорошо тебе будет». Волхов был удивлён указанием на его холостое положение, а остальному не придал значения. Спустя десять лет он стал убеждаться в правоте Корейши и стал засыпать его записками с вопросами. Только в 1846 году Иван Яковлевич написал Волхову, что ответит исключительно при личной встрече. Когда приехавший в больницу Волхов подошёл к двери в палату и собрался её открыть, он услышал голос юродивого: «Вот двадцать пять лет не видались и увидимся опять». Когда Волхов вошёл, Корейша воскликнул: «Двадцать пять лет мы с тобой не видались, дедушка». Он подробно рассказал Волхову события, которые произошли с тем за прошедшее с последней встречи время.
Наумов приводит множество случаев исцелений, связываемых с медицинскими способностями Корейши или с препаратами, получившими его «освящение». Так, игуменье Влахернской обители Иван Яковлевич посоветовал натирать ноги на ночь уксусом, чем исцелил её от ломоты в ногах; приехавшего к нему посетителя с флюсом он также вылечил лампадным маслом и молитвой. И. Г. Прыжов приводит случай, когда одной смоленской барыне Корейша помог исцелить палец, который врачи намеревались ампутировать; женщина решила воспользоваться табаком от Ивана Яковлевича, и палец удалось спасти. По заключению этой смолянки, «все медики шарлатаны, а Иван Яковлевич — святой». Некая княгиня В. тяжело болела — врачи чувствовали своё бессилие; она обратилась за помощью к Корейше, который неожиданно ударил женщину по животу двумя яблоками. Княгиня упала в обморок от боли — на следующий день она «чудесным образом» выздоровела. Из своих семейных воспоминаний Прыжов приводит следующий случай: однажды его бабушка отправилась к юродивому со своей шутихой Лизаветой Ивановной, у которой болела голова. Увидев шутиху во дворе больницы, прогуливавшийся Иван Яковлевич повалил её на землю и, усевшись верхом на девушку, стал бить её по голове мочёным яблоком до тех пор, пока окончательно не раскрошил его. Оригинальное средство Корейши помогло.

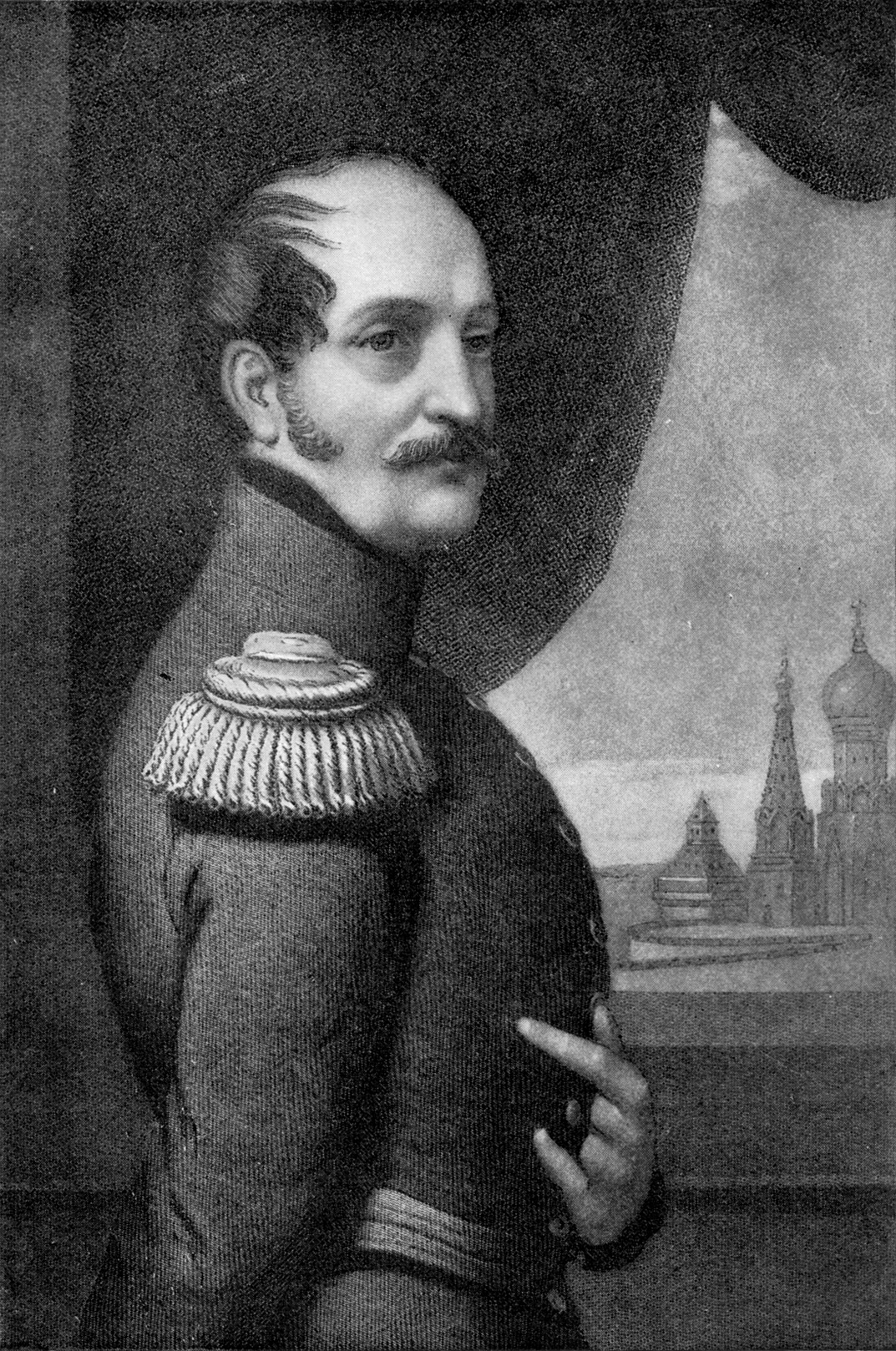
Император Николай I

Данный эпизод из жизни юродивого в переработанном виде вошёл в роман Ф. М. Достоевского «Бесы», только у Достоевского Семён Яковлевич бросался не яблоками, а картофелинами. Ряд источников утверждает, что принимал юродивый далеко не всех, а некоторых и просто прогонял, не стесняясь в выражениях. К примеру, когда одна известная некогда красавица-купчиха приехала за советом к юродивому, вместо совета Корейша задрал ей подол и произнёс: «Всё растрясла, поди прочь!». Тем не менее, подобные инциденты купчих не обескураживали — они с благоговением выслушивали всю брань и продолжали широкими жестами преподносить юродивому всевозможные подарки. Корейше приводили на благословение детей, горькие пьяницы приходили к нему со своим недугом и получали желанное избавление, пишет Наумов, но в целом подход Ивана Яковлевича к посетителям был избирательным.
В Преображенской больнице Корейшу посещали историк Михаил Погодин, духовный отец Гоголя Матфей Константиновский и филолог Фёдор Буслаев. В 1845 году двадцатисемилетний Ф. И. Буслаев (будущий академик) обратился к юродивому с запиской: «Батюшка, Иван Яковлевич, благословите Феодора и не оставьте его в Ваших святых молитвах. Скажите, будет ли он благополучен. Скоро ли женится». Ответ Корейши был следующий: «1845 рока мца декемрея XIV дня ко Господу молитесь да в адских полех совершенно исцелитесь. А женится не скороу. А животу пудет здоровоу студент просвещения…». Таким образом, полагает В. И. Мельник, Иван Яковлевич угадал в молодом человеке будущего крупного учёного.
Среди прочих почитателей Корейши Прыжов называет гофмаршала графа В. Д. Олсуфьева, князя Алексея Долгорукого. По существующим легендам, юродивого навестил даже император Николай I. Подойдя к ложу блаженного, государь спросил его, почему тот лежит и не встаёт. Ответ ясновидящего был таким: «И ты, как ни велик и ни грозен, а тоже ляжешь и не встанешь!» Дальнейший разговор происходил с глазу на глаз, пробыв у юродивого минут пятнадцать, царь вышел от провидца пасмурный и взволнованный. После этого визита государя, по преданию, на содержание больницы было обращено большее внимание. Однажды, накануне самой кончины Николая I, блаженный был как-то особенно удручён, грустен, посматривал с тревогой на иконы, пока не сказал с плачем: «Нет у нас, детушки, более царя, уволен раб от господей своих, он теперь как лебедь на водах». На следующий день весть о кончине императора подтвердилась.

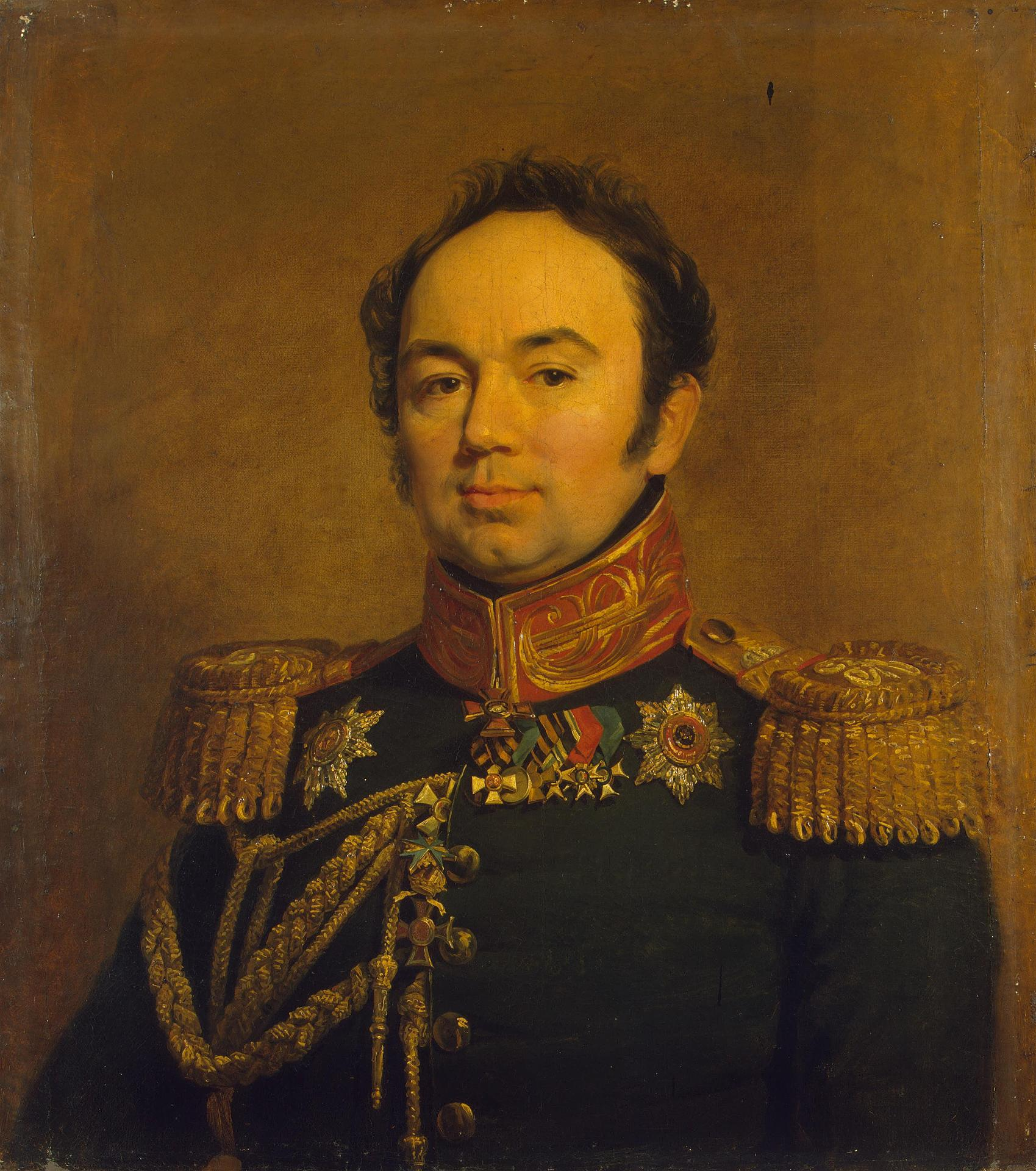
Московский генерал-губернатор А. А. Закревский, 1786—1865

Вслед за императором в больницу прибыл известный своим самодурством московский генерал-губернатор граф А. А. Закревский, при появлении которого Иван Яковлевич сказал: «Ой, говори ты, пожалуйста, потише… Слишком уж тебя слышно!… Оглушил совсем!». Отвернувшись от генерал-губернатора, юродивый обратился к больничному начальству: «Глуп я, други мои милые… Совсем глуп! Залез на верхушку да и думаю, что выше меня уж и нет никого! Дочь я себе вырастил на позор… Одна она у меня… а, кроме стыда, нет мне от неё ничего… Шляется как… (поток нецензурной брани), а я, дурак, и унять не могу! Где уж мне, дураку, другими править, коли я сам за собою управиться не умею? Навешаю на себя всяких цац, да и хожу, распустя хвост, как петух индейский… Только тогда и опомнюсь, как вверх ногами полечу…». Всем присутствующим, отмечает Соколова, стало ясно, что этот бесцеремонный выпад имел в виду генерал-губернатора и его дочь, графиню Лидию Арсеньевну Нессельроде, которая вышла замуж во второй раз, не получив от церкви развода с первым мужем — сыном графа К. В. Нессельроде.
Арсений Андреевич спросил юродивого, чем тот болен, на что получил ответ: «Пыжусь всё… Надуваюсь… Лопнуть собираюсь…». Когда посрамлённый генерал-губернатор Москвы покидал палату больного, Корейша ещё напоследок закудахтал по-петушиному и крикнул: «Фу ты! Ну ты! Прочь поди!». В своём положении безумного, пишет А. И. Соколова, Иван Яковлевич уже не ожидал никаких репрессий со стороны власти, как было ранее в Смоленске.

## Иван Яковлевич в русской литературе
Льву Николаевичу Толстому принадлежит приоритет в разработке литературного образа знаменитого юродивого. Литературный дебют Корейши в качестве персонажа художественного произведения состоялся в повести Толстого «Юность». Иван Яковлевич дважды эпизодически упоминается Толстым под своим собственным именем как привычная примета московского быта того времени. Первый раз в главе «Задушевный разговор с моим другом» разговор о юродивом с повествователем начинает Дмитрий Нехлюдов. Он влюблён в Любовь Сергеевну и рассказывает лирическому герою о том, как Любовь Сергеевна попросила Дмитрия, чтобы он поехал с ней к Ивану Яковлевичу. «Ты слышал, верно, про Ивана Яковлевича, который будто бы сумасшедший, а действительно — замечательный человек. Любовь Сергеевна чрезвычайно религиозна, надо тебе сказать, и понимает совершенно Ивана Яковлевича. Она часто ездит к нему, беседует с ним и даёт ему для бедных деньги, которые сама вырабатывает. Она удивительная женщина, ты увидишь. Ну, я съездил с ней к Ивану Яковлевичу, и очень благодарен ей за то, что видел этого замечательного человека. А матушка никак не хочет понять этого, видит в этом суеверие». Второй раз имя юродивого также бегло всплывает в главе «Я ознакамливаюсь» в споре о суеверии.
Сдержанная манера повествования Толстого передала общераспространённую характеристику юродивого в диалектическом противоречии «будто бы сумасшедший, а действительно — замечательный человек». В. И. Мельник предполагает, что Толстой при написании эпизодов с Корейшей пользовался не собственными наблюдениями, а рассказами о юродивом многочисленных посетителей Ясной Поляны. Повесть Толстого — третья часть знаменитой тетралогии «Четыре эпохи развития» («Детство», «Отрочество», «Юность», ненаписанная «Молодость») — появилась в первом номере журнала «Современник» за 1857 год. Показательно также именование юродивого по имени-отчеству. У Толстого и многих авторов, писавших о Корейше, фамилия блаженного не упоминается вообще. Очевидно, народной молве Корейша был известен именно как «Иван Яковлевич».
В пьесах А. Н. Островского образ Корейши уже предстаёт несколько ироничным. Пафос отрицания, нигилизма Ивана Прыжова, Василия Курочкина, Леонида Блюммера и многих других шестидесятников возымел своё действие на общественную оценку московского юродивого. Островский, лучше других знавший особенности московского купечества, описывает «тёмное царство», в котором вынуждены существовать герои его пьесы «На всякого мудреца довольно простоты» (1868), таким, что пророческий дар Ивана Яковлевича выступает как необходимый атрибут размеренной купеческой жизни. Софья Игнатьевна Турусина, богатая вдова, её дом неподалёку от Преображенской больницы. Ивана Яковлевича уже нет в живых, но мысль о том, как осложнилась жизнь со смертью прорицателя, не даёт ей покоя: «Какая потеря для Москвы, что умер Иван Яковлич! Как легко, просто было жить в Москве при нём. Вот теперь я ночи не сплю, всё думаю, как пристроить Машеньку: ну, ошибёшься как-нибудь, на моей душе грех будет. А будь жив Иван Яковлич, мне бы и думать не о чем: съездила, спросила и покойна». В. И. Мельник назвал этот уровень мещански-бытового, спящего сознания «духовной обломовщиной». Иван Яковлевич иронически упоминается в пьесе Островского «Женитьба Бальзаминова» (1861): «…Солидные-то люди, которые себе добра-то желают, за всякой малостью ездят к Ивану Яковличу, в сумасшедший дом, спрашиваться; а мы такое важное дело да без совета сделаем!» (реплика Бальзаминовой).
У Островского, как и у многих его современников, очевидно негативное отношение не столько к самому Корейше, сколько к его почитателям. Это же самое относится к персонажам Ф. М. Достоевского и Н. С. Лескова. Впервые Корейша появляется на страницах произведений Достоевского в 1859 году, в повести «Село Степанчиково и его обитатели» (опубликована в «Отечественных записках», № 11, 12), как лицо нарицательное. При характеристике Фомы Фомича Опискина в начале повести имя юродивого упоминается в крайне пренебрежительном контексте как синоним невежества и шарлатанства: «Генеральша питала к нему [Фоме Опискину] какое-то мистическое уважение, — за что? — неизвестно. Мало-помалу он достиг над всей женской половиной генеральского дома удивительного влияния, отчасти похожего на влияние различных иван-яковличей и тому подобных мудрецов и прорицателей, посещаемых в сумасшедших домах иными барынями, из любительниц».
Повесть писалась в Семипалатинске на исходе десятилетней сибирской ссылки писателя, поэтому Достоевский мог опираться либо на доходивших до него из Москвы слухах, либо на впечатлениях собственной молодости. В. И. Мельник предполагает, что поскольку семья Достоевских была очень набожна, то в детстве писатель мог слышать многочисленные рассказы о юродивом от своих родителей, но устойчивая репутация Корейши как шарлатана формируется в образованном обществе лишь где-то во второй половине 1850-х годов в связи с общими изменениями, которые происходили в жизни страны после Крымской войны и смерти Николая I. Поскольку «Село Степанчиково» Достоевского появилось в печати почти на год раньше работ И. Г. Прыжова, утверждение В. И. Мельника о том, что «после книги Прыжова имя Ивана Яковлевича стало нарицательным в демократической прессе 1860-х гг., а во многом и в литературной среде в целом», неверно. Прыжов лишь подробнее развернул тему, начатую Достоевским.
Работа над романом «Бесы» началась десятилетие спустя, в 1870 году. Увеселительная поездка местного «общества» и сцена с юродивым Семёном Яковлевичем были набросаны писателем одними из первых. Сцена занимает весь второй раздел пятой главы романа «Перед праздником». Смысл сцены — характеризовать «развлечения» представителей губернского общества. Более подробного и более саркастического описания юродивого в русской литературе не встречается. Сведения для описания Семёна Яковлевича, по мнению комментаторов Полного собрания сочинений Ф. М. Достоевского, автором взяты из книг И. Г. Прыжова «Житие Ивана Яковлевича» и «26 московских лже-пророков, лже-юродивых, дур и дураков». Во второй книге Прыжов, помимо Ивана Яковлевича, описал ещё одного московского юродивого — Семёна Митрича. Таким образом, предполагают комментаторы, имя персонажа романа могло быть получено в результате контаминации:755.
Вторым источником для написания образа Семёна Яковлевича комментаторы Достоевского указывают (со ссылкой на слова А. Г. Достоевской) «посещение им известного московского юродивого Ивана Яковлевича Корейши»:825. Когда писатель навестил Корейшу, до или после ссылки, неизвестно. Ещё один источник по Ивану Яковлевичу — книга инока Парфения «Сказание о странствии и путешествии по России, Молдавии, Турции и Святой Земле постриженника Св. Горы Афонской». В этой книге отдельная глава посвящена Корейше: «О юродивом Иоанне Яковлевиче». Первое издание труда Парфения вышло в 1855 году, его появление сразу стало литературным событием. В библиотеке Достоевского было второе издание 1856 года:754. По-видимому, печатный отклик инока Парфения является самым первым упоминанием Ивана Яковлевича Корейши в литературе вообще.
Среди героев Достоевского немало персонажей имеют черты блаженных и юродивых. В лице Семёна Яковлевича эти черты сгущены до предела и окарикатурены. Юродство гротескно вывернуто наизнанку. По сути дела, перед читателем предстаёт не юродивый, а шарлатан, здравый человек, играющий на доверчивости своих поклонников. Поступки Семёна Яковлевича не содержат в себе никакой внутренней последовательности, нарочито бессмысленны: то он милует бедных, то гонит их и милует богатых, то опять наоборот. Но в любом случае предпочтение одного посетителя другому никак не соотносится с их внутренними свойствами. Это именно игра в сумасшествие. Здравость и практичность «юродивого» проявляется в авторской характеристике «проживает на покое, в довольстве и холе». По мнению В. И. Мельника, Достоевским в лице Семёна Яковлевича создаётся ещё один вариант Фомы Опискина. Карикатурная величественность поступков юродивого подчёркивается ироничными описаниями — «откушал уху», «изволит обедать», — и ярко контрастирует с нарочитой эксцентричностью юродивого: «Один Лямшин был у него когда-то прежде и уверял теперь, что тот велел его прогнать метлой и пустил ему вслед собственною рукой двумя большими варёными картофелинами».
Под стать юродивому и толпа, жадная до зрелищ и развлечений от повседневной скуки, готовая ради этого развлечения сама себя обманывать. Истинной веры здесь нет. Заканчивается эта увлекательная экспедиция, в которой принимали участие и главные герои произведения Николай Ставрогин, Пётр Верховенский, Лизавета Николаевна, тем, что одна из наиболее скучающих дам «визгливо вопрошала» юродивого:

— Что же, Семён Яковлевич, неужто не «изречёте» и мне чего-нибудь? А я так много на вас рассчитывала.
— В… тебя, в… тебя!… — произнёс вдруг, обращаясь к ней, Семён Яковлевич крайне нецензурное словцо.
Слова сказаны были свирепо и с ужасающею отчётливостью. Наши дамы взвизгнули и бросились стремглав бегом вон, кавалеры гомерически захохотали.

Балаган вместо кельи святого старца, шутовской аттракцион взамен Христовой любви — таким видятся Достоевскому ухищрения юродства многочисленных современных ему блаженных. При всём несходстве идеологических, религиозных взглядов Достоевского и Прыжова подобная трактовка явления Корейши объединяла двух людей. Прыжов был младше Достоевского на шесть лет. Отец Прыжова работал писарем и швейцаром в Мариинской больнице — там, где работал доктор Михаил Андреевич Достоевский. В конце 1860-х годов Прыжов сближается с С. Г. Нечаевым, принимает участие в убийстве студента Иванова. В числе прочих нечаевцев он был осуждён на каторжные работы в Сибири. Факты расследования этого дела послужили основой романа «Бесы». В нём Прыжов изображён под именем «знатока народа» Толкаченко, вербовщика «революционеров» в среде проституток и преступников. Подчёркивая свою парадоксальную связь с автором Семёна Яковлевича, Прыжов позднее писал: «Последнего я помню немного, когда мне было ещё лет 6—7. Итак, из Марьинской больницы суждено было итти в Сибирь двоим, Достоевскому и мне».
Таким образом, в 1860-е годы формируется литературная модель Ивана Яковлевича, которая несколько отделяется от своего прототипа и продолжает существовать самостоятельно. В соответствии с этой моделью построен образ Ивана Яковлевича у Н. С. Лескова. В святочном рассказе «Маленькая ошибка», 1883 год, для юмористического еженедельника «Осколки» пророческий дар Корейши становится источником одного курьёзного недоразумения. Родители двух дочерей решают обратиться к юродивому, чтобы старшей, замужней и бездетной «рабе Капитолине отверзть ложесна», а её мужу «рабу Ларии усугубити веру». В результате вместо Капитолины «чудесным образом» беременеет незамужняя Екатерина. Огорчённый отец желает поколотить палкой неадекватного пророка, не верит в «непорочное зачатие» дочери и её мать. Источник забавного недоразумения — сами родители, перепутавшие в записке «Капитолину» на «Екатерину», а чудотворец попросту не вникал в чужие семейные неурядицы.
В. И. Мельник пишет: «Родители обеих дочерей как люди обытовлённые, обрядоверцы „прилегают“ Ивану Яковлевичу не в духовных, а в житейских своих нуждах». Соль рассказа в том, что дарование юродивого старца слепо и подвержено обычным человеческим «маленьким ошибкам», а значит, не содержит в себе ничего по-настоящему святого. Комическая неразбериха или qui pro quo, в конце концов, благополучно разрешается, но смысл анекдотической ситуации в отсутствии подлинной веры у почитателей московского чудотворца, суеверно прислушивающихся к бессвязному чревовещанию умалишённого: «Есть убо небо небесе; есть небо небесе» и т. д. По мнению В. И. Мельника, Иван Яковлевич в творчестве Лескова — не перл духовной высоты, какими являются типы лесковских праведников, а случай некоего экзотического отклонения в православной составляющей русского менталитета. По его предположению, Лесков не знал лично Ивана Яковлевича и при обрисовке его характера пользовался недобросовестными слухами, а для того, чтобы вместить в себя величие духовного подвига блаженного, недостаточно быть лишь светским писателем.
«Может ли светский писатель вполне адекватно передать облик духовного человека, написать своеобразную икону, не художественный, а духовный образ?», — ставит вопрос В. И. Мельник. Одним из тех посетителей Ивана Яковлевича, кто мог бы духовно прилежать, по выражению Лескова, к московскому пророку, был Н. В. Гоголь. Великий сатирик узнал о необыкновенных способностях юродивого от своего духовного отца — священника Матфея Константиновского. По воспоминаниям доктора Тарасенкова, Гоголь за три недели до своей смерти в феврале 1852 года приезжал в Преображенскую больницу, постоял какое-то время в нерешительности на морозе перед больничными дверями, но так и не решился зайти к юродивому и вскоре уехал.
Писатель, переживавший тяжелейший в своей жизни творческий кризис, решал судьбу почти готовой рукописи второй части «Мёртвых душ», над которой он работал уже свыше десяти лет. Для биографов Гоголя навсегда останется загадкой история сожжения этой рукописи, которое состоялось несколько дней спустя, а также вереница загадочных поступков Николая Васильевича, которые этому сопутствовали, в том числе поездка в Преображенскую больницу и изнурительное пощение, окончившееся преждевременной смертью писателя.
Другой прославленный сатирик — М. Е. Салтыков-Щедрин, — в отличие от Гоголя использовал образ Корейши в своём творчестве. Его «знаменитый юродивый Парамоша» из «Истории одного города» — собирательный образ, имевший по указанию Б. М. Эйхенбаума прототипами помимо самого Ивана Яковлевича М. Л. Магницкого, архимандрита Фотия, министра народного просвещения и обер-прокурора Святейшего синода Д. А. Толстого. По мнению Эйхенбаума, Парамоша Салтыкова-Щедрина представляет собой тот тип юродивого, который по примеру Григория Распутина способен добраться до самых высших сфер власти. Да и к самому Корейше, по указанию Эйхенбаума, под конец жизни обращались многие представители высшей власти и светские дамы.
Имя юродивого вошло в литературный и публицистический обиход и широко использовалось в качестве синонима либо шарлатанства, либо невменяемости. При этом, согласно специальному анализу стиля художественных и публицистических работ о Корейше, выяснилось, что художественные тексты лучше отражают особенности восприятия юродства Ивана Яковлевича, нежели публицистические. Образ Корейши оказался настолько притягательным для писателей, что интерес к блаженному не угас и в XX веке. К нему обращались Иван Бунин (юродивый в «Чаше жизни»), Борис Пильняк (в повести «Красное дерево»), А. Ровнер, В. Иоффе (в повести «Акула»).

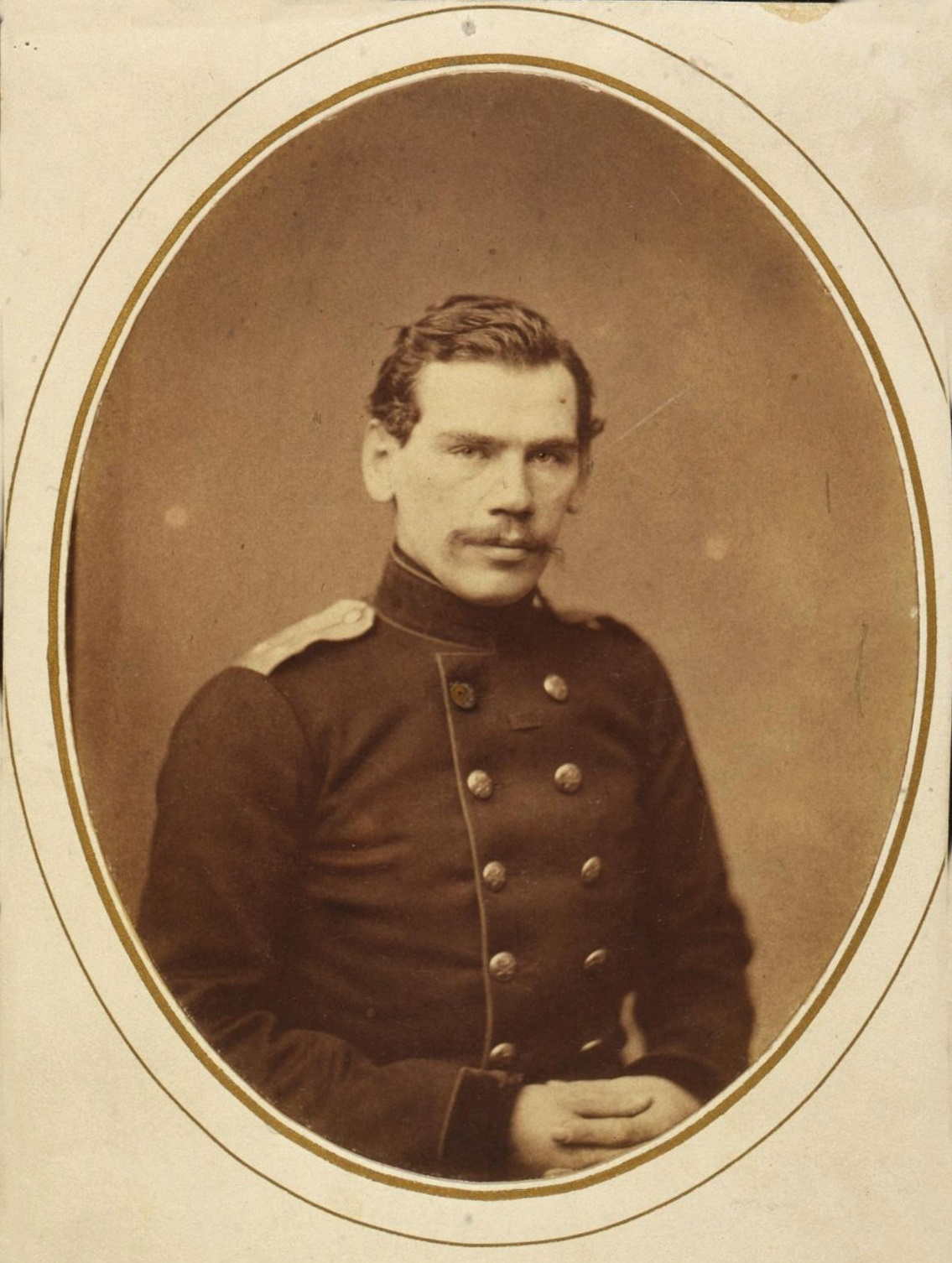
Лев Толстой, 1856 год
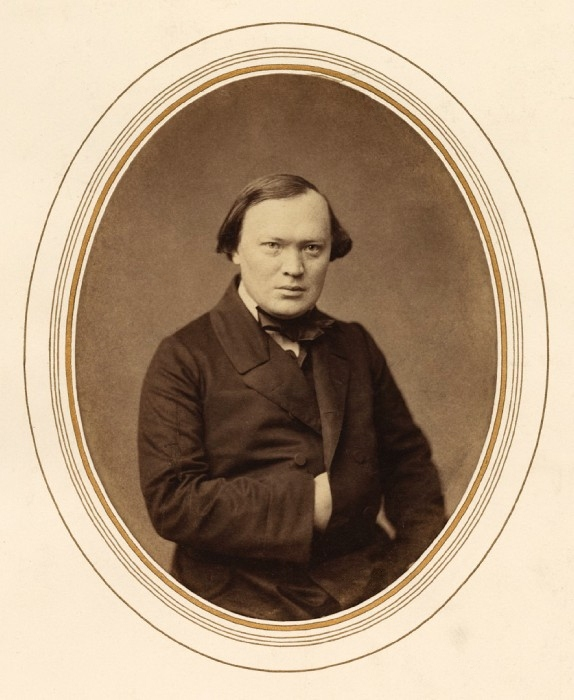
А. Н. Островский, 1856 год
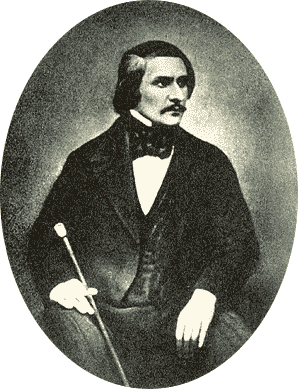
Н. В. Гоголь, 1845 год
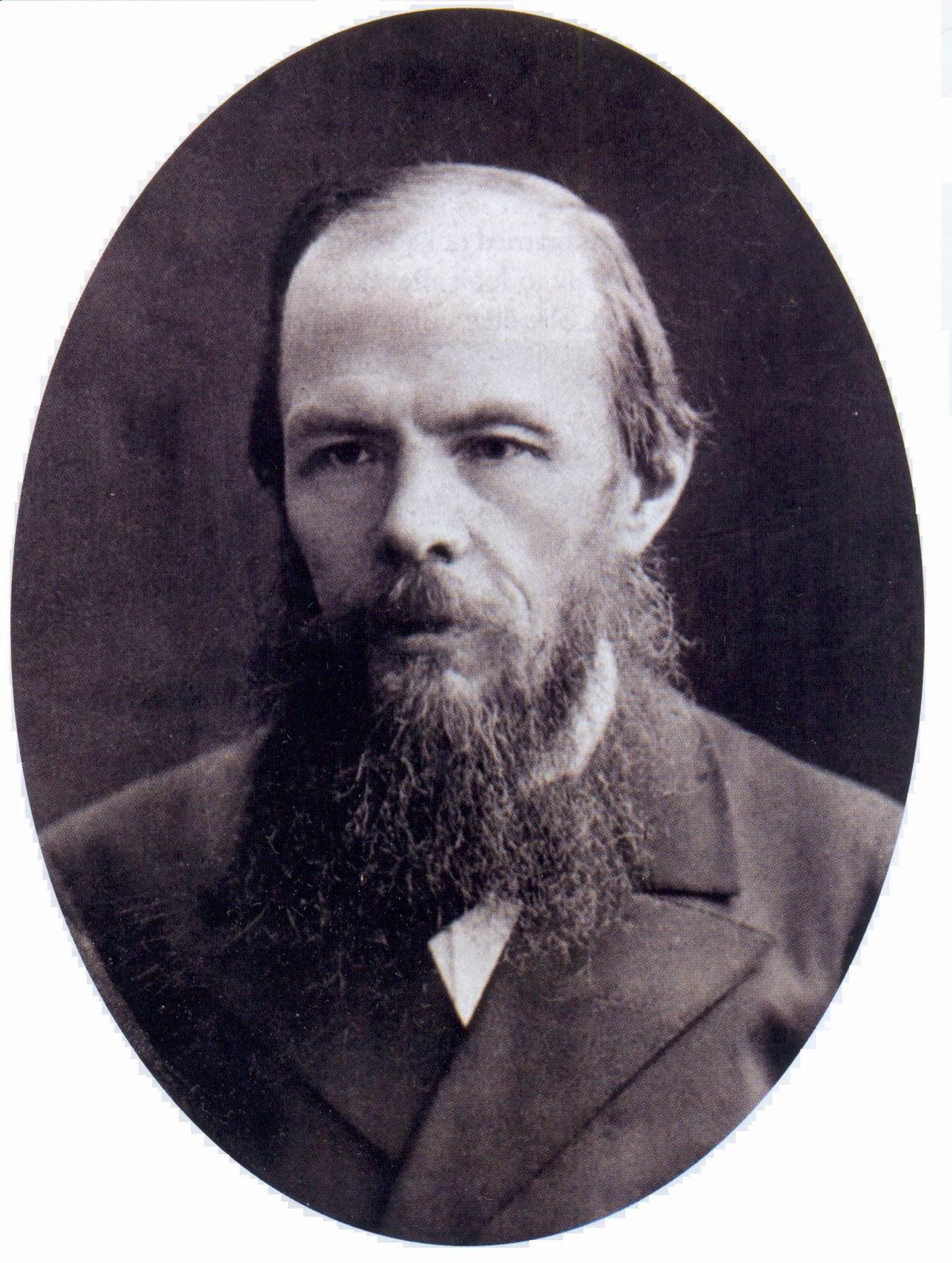
Ф. М. Достоевский, 1879 год
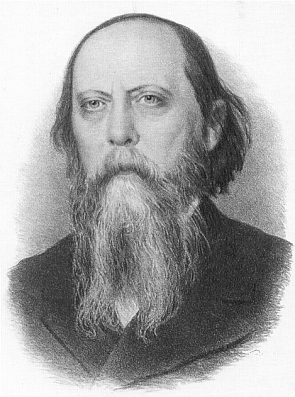
М. Е. Салтыков-Щедрин, 1860-е годы
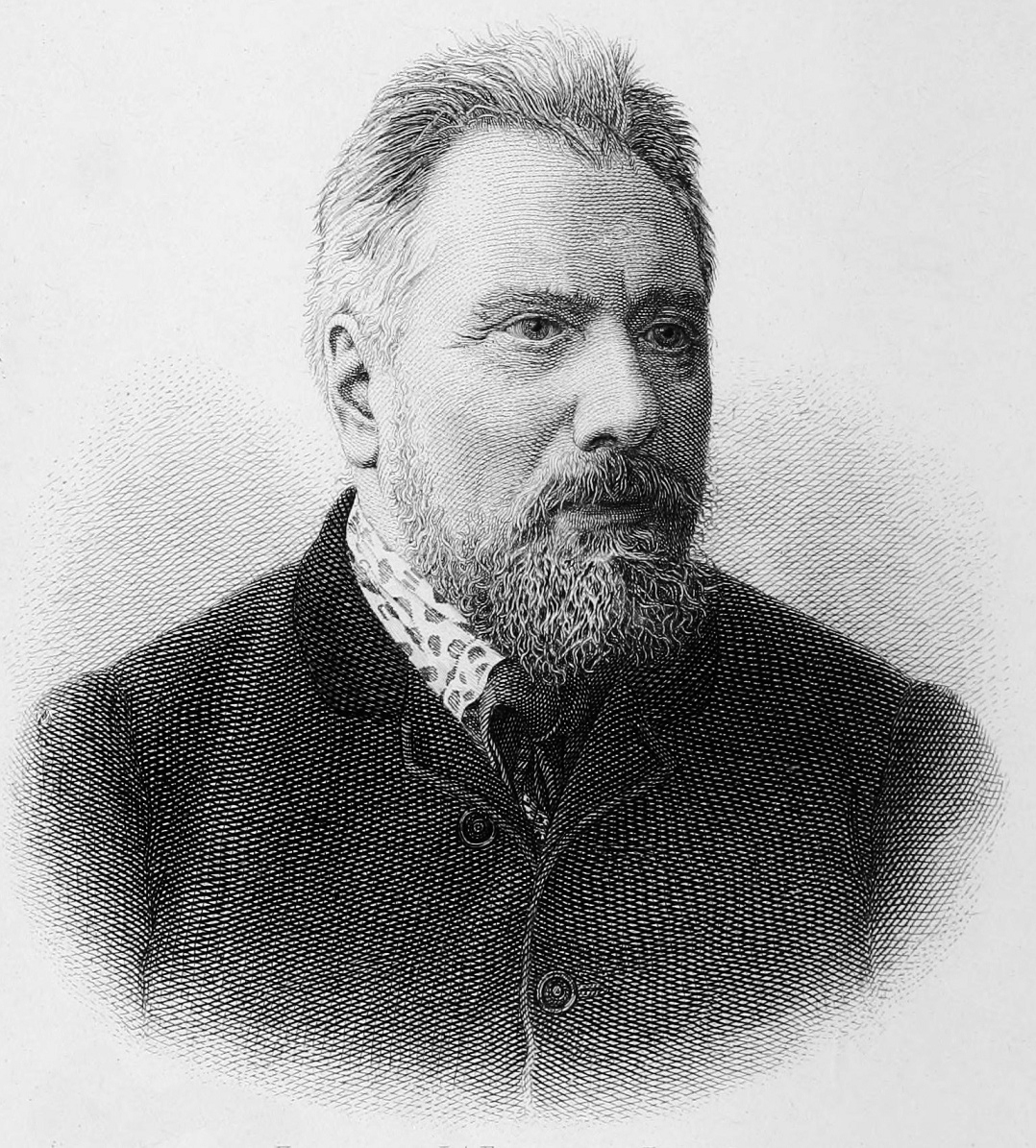
Н. С. Лесков, 1880-е годы

## Иван Корейша и русский язык

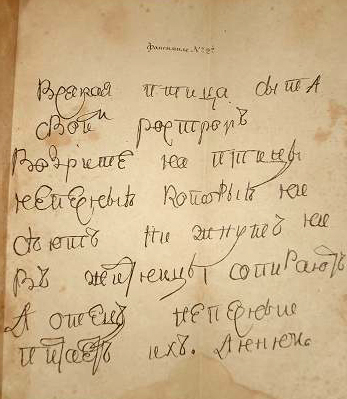
Факсимиле № 2 из книги И. Г. Прыжова: «Пишет Иван Яковлевич очень хорошо, но нарочно делает каракульки вместо слов, чтобы в его писании было больше чудесного. С этой же целью употребляются им греческие и латинские слова.»

В публицистике имя Иван Яковлевич вскоре стало широко использоваться как имя нарицательное. Так С. С. Шашков в сатирическом очерке «Искры», посвящённом консервативному журналу «Гражданин» В. П. Мещерского, саркастически упоминает автора «Дневника писателя», который «дебютировал в роли преемника покойного Ивана Яковлевича Корейши, анафемствуя Белинского, доказывая нравственную спасительность каторги…». Достоевскому же возражал С. С. Дудышкин, характеризуя мысль писателя в качестве афоризма, достойного «по своей смелости войти в сборник изречений Ивана Яковлевича». Литературным Иваном Яковлевичем зачастую называли также издателя консервативной «Домашней беседы» В. И. Аскоченского. Л. П. Блюммер в заметке «Опыт окончания истории русской словесности г-на Шевырёва» иронически характеризует весь XIX век как век Ивана Яковлевича и Марфуши (также известной юродивой):267.
В «Большом толково-фразеологическом словаре М. И. Михельсона» идиома Иван Яковлевич рассматривается как обозначение юродивого в широком смысле: «(намёк на теперь приходящего в забытье Ивана Яковлевича, жившего в Москве, известного юродивого-прорицателя). Иван Яковлевич (по фамилии Корейша) был известный юродивый или корчивший юродство, увечный, содержавшийся в одной из московских больниц, в дар прорицания и целения которого верила вся неграмотная и две трети грамотной Москвы того времени». С течением времени идиома исчезла из основного словарного фонда русского языка, современные фразеологические словари такого словосочетания не фиксируют.
При подготовке своей книги «Житие Ивана Яковлевича» И. Г. Прыжов обратился к одной из почитательниц ясновидящего с просьбой предоставить ему подлинные образцы записок Корейши для публикации их в своей книге. Не известно, знала ли эта дама о направленности будущей книги, известно только со слов самого Прыжова, что он взял на себя обязательство перед ней (она была выпускницей Екатерининского института и в течение 20 с лишним лет вела переписку с Корейшей) издать записки Ивана Яковлевича «на поучение человечеству с подобающей похвалой автору». «Исполняем данное нам обещание», — писал публикатор. Но вынужденная похвала Прыжова Ивану Яковлевичу Корейше тем и ограничилась. Текст частных записок Корейши, вырванный из своего контекста, в до предела напряжённой и политизированной атмосфере начала 1860-х годов всеми без исключения журналистами был предан осмеянию. Многие слова и фразы Корейши сатирически перетолковывались и стали «словечками», ходячими фразами, которыми награждали друг друга публицисты из противоборствующих лагерей в ходе их подчас весьма грубой полемики. Фразы «из Ивана Яковлевича» использовались для обозначения невменяемости оппонента.
Первая записка хозяйки переписки содержала вопрос: «Женится ли Х?». Ответ на эту записку юродивого: «Без працы не бенды кололацы». Прыжов пометил записку латинским восклицанием sic (именно так!), обозначавшим, видимо, исключительную абсурдность ответа. С тех пор фраза стала крылатой. На самом деле фраза «Без працы не бенды кололацы» (пол. Bez pracy nie będzie kołaczy) представляла собой искажённый вариант польской пословицы «без труда не испечёшь калача», что делало ответ юродивого не таким уж бессмысленным. В качестве сумасшедшего бреда упоминание фразы можно найти в произведениях М. Е. Салтыкова-Щедрина (так говорит блаженный Парамоша в «Истории одного города»), Валентина Пикуля и др. Отдельно слово «кололацы» стало использоваться как синоним чуши, бессмыслицы.
Сперва его употребил М. Н. Катков в своей статье «Старые боги и новые боги» («Русский вестник», 1861, № 2). Публицист начал полемику с журналом «Современник» и лагерем Н. Г. Чернышевского следующим образом: «Кололацы! Кололацы! А разве многое из того, что преподаётся и печатается, — не кололацы? Разве философские статьи, которые помещаются иногда в наших журналах, — не кололац? <…> новые культы, новые жрецы, новые поклонники, новые кололацы, новые суеверия не так благодушны и кротки; они обругают всякого, кто пройдёт мимо, и обольют нечистотами всякого, кто решится сказать своё слово, кто изъявит сомнение или потребует испытания; они зажмут себе уши, чтобы не слышать убеждений; они цинически скажут вам, что не знают и знать не хотят того, что они осуждают. С неслыханною в образованных обществах наглостью они будут называть всех и каждого узколобыми, жалкими бедняжками, всех, кроме своих Иванов Яковлевичей и поклонников их».
Как следует из дальнейших пояснений Каткова, смысл польской поговорки и образованность Корейши ему были ясны, но найденный полемический приём против Чернышевского оказался настолько удачен, что даже в таком виде слово «кололацы» надолго стало синонимом ерунды, бессмысленного мудрствования, уделом лишь «преображенского оракула» да доморощенного «властителя дум» из «Современника» (каким представлялся Каткову Чернышевский), способного привлечь к себе лишь «толпу раболепных поклонников», как привлекает их «жёлтый дом в Преображенском».
Пространные статьи Чернышевского с изложением его философских, экономических и социально-политических взглядов раздражали не одного Каткова. «Русский вестник» поддержала консервативная петербургская газета «Северная пчела». По её мнению, Чернышевский и Корейша — «одного поля ягоды»; «Иван Яковлевич писал кололацы, а г. Чернышевского статья в „Современнике“ тоже „кололацы“ в своем роде». Ответом выпаду Каткова было стихотворение «Искры»:

«Ты помнишь ли, читатель благосклонный…»

Ты помнишь ли период русской прессы,

Когда Катков на мнимой высоте

Из кололац российские прогрессы

Выделывал в сердечной простоте,

Какие он отмачивал коленцы.

Прошли года. Корейша путь свершил

Московского юродивого братцы

Пошли за ним дорогою прямой.

Нью-Лондон пал — и только кололацы

Остались нам, читатель добрый мой.
— В. С. Курочкин (1862)
Василий Курочкин поместил примечание: «Кололацы — известное выражение московского пророка Ивана Яковлевича Корейши, усвоенное после его смерти М. Н. Катковым, выражение, вероятно, заключающее в себе глубокий смысл, к сожалению, не понятный поморным сочинителям». Сам юродивый не имел никакого отношения к шумным политическим баталиям вокруг его имени и, вероятнее всего, ничего о них не знал. По указанию В. И. Мельника, к концу 60-х годов «кололацы» стало забываться и постепенно исчезать из журнальной полемики.

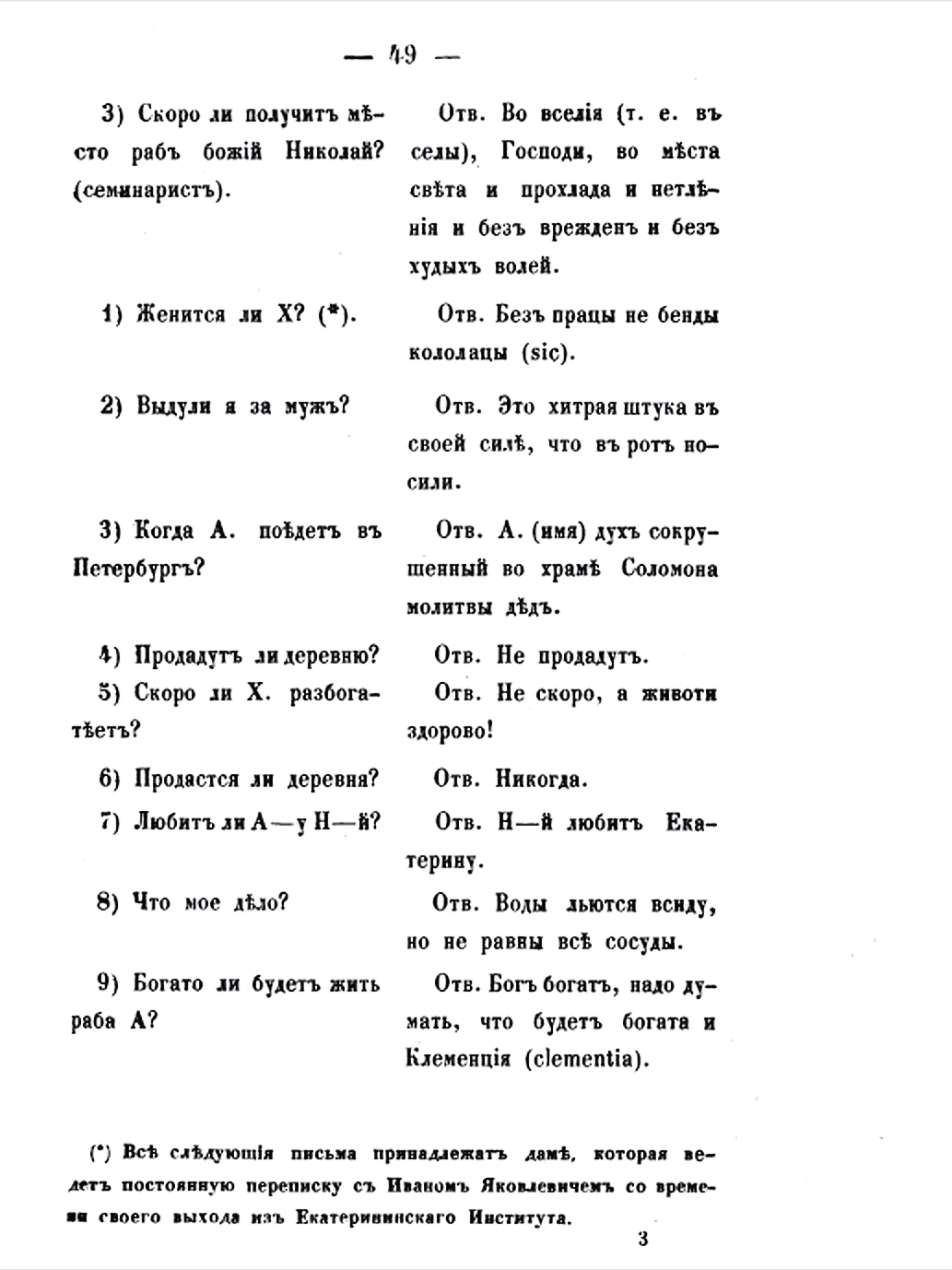
Тексты записок Корейши. По сведениям Прыжова, некоторые почитатели блаженного носили записки Ивана Яковлевича на себе вместе с крестом

Слово «кололацы» было использовано Достоевским в черновиках к роману «Бесы» как характеристика деятельности Петра Верховенского: «Так вы думаете, что общее дело всё равно что кололацы? — Я думаю, что в том виде, в котором оно представляется, — кололацы»; «у него откровенные кололацы, а у вас те же кололацы, но вы думаете, что величайшая мудрость»:754—755.
В конце XIX века литературный критик модернистского журнала «Северный вестник» Аким Волынский в заметке «Кололацы. Забытое слово» вновь обратился к забавному слову: «…это хорошее, звонкое, выразительное слово. Оно не существует ни в одном словаре, ни в одном языке, не выражает никакого определённого понятия, и в этом именно его отличительное свойство, его исключительный смысл».
В советское время словообразование Корейши сурово осудил Максим Горький: «Словесным хламом обильно снабжали купцов и мещан паразиты: странники по святым местам, блаженные дурачки, юроды типа Якова Корейши, „студента холодных вод“, который говорил таким языком: „Не цацы, а бенды кололацы“». Пролетарский писатель исказил при этом имя юродивого и саму поговорку.
Биографы Корейши по-разному истолковывают невнятную манеру речи юродивого. По одной из существующих версий, прорицателю была скучна праздная толпа обывателей с их однообразными вопросами о детях, женихах, сделках и тому подобных материях. Поэтому блаженный как бы общался сам с собой, и его реплики — это ответ не столько на вопросы окружающих, сколько на его собственные вопросы. По мнению Прыжова, невразумительная речь Корейши легко объясняется его шарлатанством: «Его предсказания всегда были „загадочны“, вплоть до полного отсутствия смысла. В них можно было увидеть что угодно, объяснялись они очень близко к мыслям самого просителя и потому непременно сбывались».
Оппоненты этой точки зрения настаивают на особом подходе к иносказаниям юродивого. Чтобы понять его, по их мнению, нужно вслушиваться в высший, духовный смысл его ответов. В опубликованных Прыжовым записках, по указанию В. И. Мельника, старец пытается своими ответами возвратить просителей от суетного к сверхличностному смыслу бытия. В результате юродивый вынужден был облекать свои ответы в аллегорический вид, а просители вынуждены были проделывать обратную работу, чтобы «раскодировать» его мысль. Сторонники этой точки зрения (архимандрит Фёдор) приводят в доказательство притчи Иисуса Христа как средство для уяснения божественной мудрости.

## Корейша и церковь

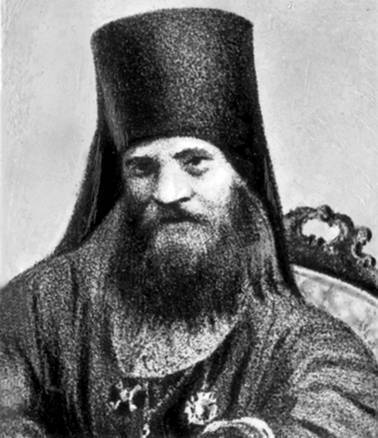
Архимандрит Феодор (Бухарев)

Известно, что в молодости Корейша отказался принять священнический сан. Лишь один из источников упоминает о Корейше как о бывшем клирике, называя его заштатным диаконом. Ни один из других источников не упоминает об отправлениях Иваном Яковлевичем церковных служб в составе какого-либо причта. Тем не менее, нет оснований полагать, что Корейша плохо ориентировался в церковной догматике, таинствах и обрядах православной церкви. Тем парадоксальнее выглядит утверждение князя А. Долгорукого о том, что юродивый лет по десяти не говел.
Странности церковной жизни Корейши можно было бы объяснить неповторимым своеобразием его психики, но все писавшие о юродивом, как противники, так и приверженцы, сходятся в одном, что Корейша не был безумным, а его так называемое сумасшествие было притворным. Только одни авторы в притворном сумасшествии усматривали хитрость и изворотливость, а другие видели в этом эпатаж, разновидность так называемого «блестящего безумия» П. Я. Чаадаева, третьи отрицали самое притворство, а поведение юродивого характеризовали как «святое безумие» или одержимость веры во Христа, свойственное только подлинным юродивым, поскольку ещё епископ Варнава писал, что «безумными», «сумасшедшими», «глупыми» «нарекались начиная с Самого Господа Иисуса Христа (Мк. 3, 21) и Его апостолы (Деян. 26, 24; Кор. 4, 10), и пророк Давид (1 Цар. 21, 14) и многие другие».
Иван Яковлевич Корейша ещё при жизни начал почитаться многими православными верующими в качестве святого. Знаки уважения юродивому оказывали архимандрит Паисий (Соколов) — настоятель Преображенского монастыря, митрополит московский Филарет, архимандрит Феодор (Бухарев) и многие другие. Екатерина Григорьевна Палицына, бывшая с юродивым в двадцатилетней переписке, после его смерти написала книгу «Сведения о жизни Ивана Яковлевича Корейши», 1869 год. В ней она описывает, как ещё при жизни блаженного спросила митрополита московского Филарета: «Какого быть мнения о Иване Яковлевиче Корейше?» Митрополит ей ответил: «Я много знаю о нём хорошего». Она уточнила: «Можно ли просить его святых молитв?» На что святитель ей ответил: «Почему же нет?» На основании этих слов Р. А. Наумов заключает, что церковь не считает Ивана Яковлевича настоящим безумным, а юродивым Христа ради. По другим сведениям, ходатайствуя за своих посетителей, блаженный писал «витиеватые записки» напрямую митрополиту Филарету. Такие обращения юродивого были всегда удовлетворяемы святителем, и тот оказывал подателям записок от Корейши существенное материальное вспоможение.

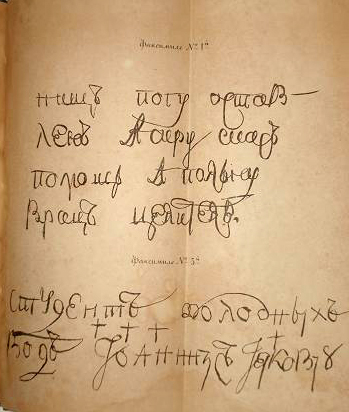
Факсимиле Корейши № 1 и № 3. В № 3 подпись под запиской к неизвестному лицу. «Цорная риза ни спасает. а альпа риза у ереси не уводит. Будьте мудри, яко ехидны и цели, яко колюмни и нетленен, яко арпорс кипариси, и певки и кедри… 185д рока, мензис иеулуе XXII. Студент холодных вод Иоаннус Иаковлев»

По весьма спорному утверждению Р. А. Наумова, блаженный состоял в переписке даже с московским митрополитом Платоном (Левшиным) (1737—1812), одно из писем которому подписано «Студент хладных вод Иван Яковлев». В ходе полемики вокруг имени Корейши, начатой работами Прыжова, архимандрит Феодор в числе первых вступился за юродивого, характеризуя его как человека, «который живёт по Богу», но прямо и открыто проповедовать дух Божьей любви среди немощных и грешных людей, погрязших в тяготах житейских нужд, считает делом обречённым. «Так пусть же буду я в глазах людей дураком и безумным, пока, наконец, сами люди не образумятся вести по духовному и житейские свои дела, в которые особенно ныне все погружены», — именно так понимает архимандрит Феодор объяснение юродства Корейши внутри христианской парадигмы.
Иван Прыжов, последовательный атеист, противник Корейши и его приверженцев, для развенчания святости юродивого упрекает его также в том, что тот кощунствует над православными традициями пощения, в Великий пост демонстративно мешая постную и скоромную еду, съедая её сам и угощая ею других верующих. Я. Горицкий, адепт И. Я. Корейши, опубликовавший собственное возражение на книгу Прыжова, целиком следуя концепции архимандрита Феодора, подобный демарш юродивого рассматривает как один из способов «от противного» вразумить людей, коснеющих в вопросах истинной веры, следовать заповедям Христовым, метод отвращения от «беззаконной» лжехристианской жизни.
Современные биографы Корейши обращают внимание на тот факт, что подвиг юродства трудно до конца осознать людям, отягощённым рационально-мирским сознанием. Согласно исследователю биографии И. Я. Корейши В. И. Мельнику: «если остальные типы святых (преподобные, мученики, исповедники и др.) так или иначе, но вписываются своим жизненным поведением в определённый канон, то юродивые („блаженные“) проявляют в своем поведении чрезвычайное многообразие, отражающее их внутренние духовные и душевно-психологические черты. Строго говоря, понять юродивого вполне адекватно, ясно и точно уловить логику его речи, поведения и пр. может только духовное сознание». По этой причине сознание современного человека может себе представить абстрактного, исторически далёкого, житийного юродивого, но при этом отказывается мириться с неотретушированным временем обликом своего живого современника. Отсюда упрёки в профанации юродства, шарлатанстве, лжепророчестве и т. д.
Иван Яковлевич имел немногих духовных учеников, в числе которых Р. А. Наумов называет некоего Луку Афанасьевича, который по указанию блаженного несколько лет провёл в паломничестве по святым местам Киева, Афона, Иерусалима. Вернувшийся из многолетнего странничества паломник был направлен Корейшей в Преображенский монастырь, где принял постриг под именем Леонтия. Как только отец Леонтий был рукоположен в иеромонахи, Иван Яковлевич попросил у отца Леонтия исповеди и святого причастия. При этом Леонтий не переставал пользоваться советами юродивого и дальше. Вскоре Леонтий умер. Корейша, узнав о смерти Леонтия, возразил: «Нет, отец Леонтий не умер, а отправился служить раннюю обедню к Тихвинской Божией Матери». Иван Яковлевич другого духовника иметь не пожелал, таинства исповеди и причастия совершал над ним больничный священник, он же его исповедовал перед смертью.

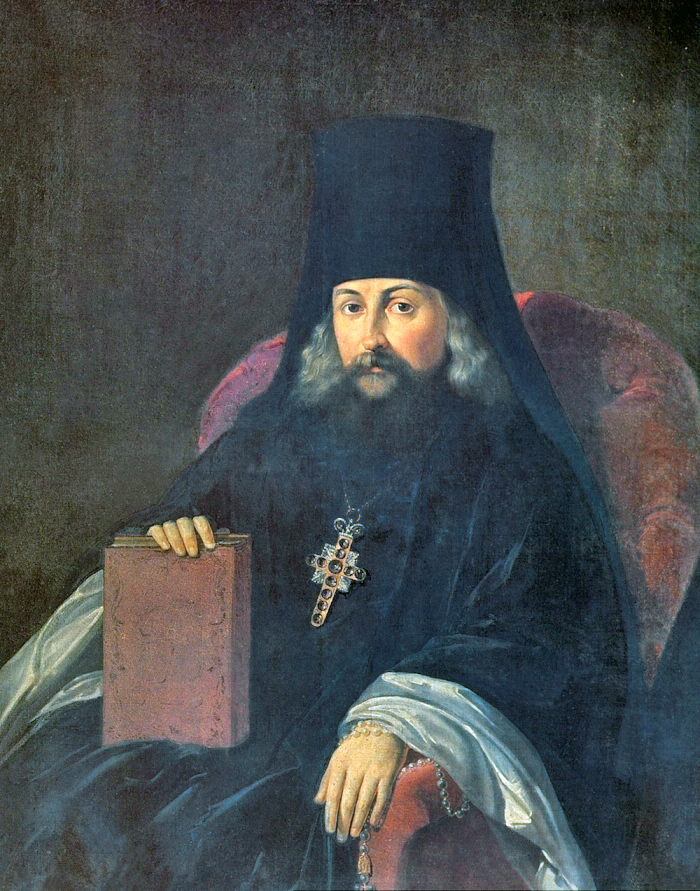
Епископ Игнатий (Брянчанинов)

Из поздних православных мыслителей деятельность И. Я. Корейши положительно оценивал Е. Поселянин. К числу немногих духовных писателей, кто неоднозначно оценивал личность Ивана Яковлевича, принадлежит епископ Игнатий (Брянчанинов). В своём труде «Приношение монашествующим» святитель поставил под сомнение благодатную природу прозорливости юродивого.

Некоторого пустынного монаха посетили московские жители и начали пред ним выхвалять своего пророка. Они говорили, что в даре прозорливства его убедились собственным опытом, спросив его о своём родственнике, находившемся в Нерчинске в каторжной работе. Иван Яковлевич с час времени не давал ответа. Когда вопросившие понуждали скорее дать ответ, то он сказал им: «А до Нерчинска далеко ли?» Они отвечали: «Более 6000 вёрст». — «Так скоро ли туда сбегаешь!» — возразил пророк. Ответ его состоял в том, что у ссыльного обтерлись ноги до крови. Чрез несколько времени вопрошавшие получили от Нерчинского родственника письмо, в котором он описывал тяжесть своего положения и упоминал, что ноги его обтерты до крови кандалами. «Представьте себе, каково прозорливство Ивана Яковлевича!» — заключили таким возгласом рассказ свой москвичи. Монах отвечал: «Прозорливства тут нет, а тут — очевидное сношение с падшими духами». Святой Дух не имеет нужды во времени: Он немедленно возвещает тайны, и земные и небесные. Иваном Яковлевичем послан был находившийся при нём бес из Москвы в Нерчинск, и принёс сведение пустое, вещественное, удовлетворяющее тщеславию пророка и любопытству плотских людей, его вопрошавших. Святой Дух всегда возвещает что-либо духовное, душеспасительное, существенно нужное, а падший дух возвещает всегда что либо плотское, как пресмыкающийся по своем падении в греховных страстях и вещественности.
— Полное собрание творений святителя Игнатия Брянчанинова. Том V, «Приношение современному монашеству»
Таким образом, святитель Игнатий не подвергает сомнению саму способность к пророчествованию Ивана Корейши, а лишь указывает на её бесовское происхождение. По указанию В. И. Мельника, мнение епископа Игнатия о юродивом претерпевало изменения, и в доказательство приводит выдержку из частного письма святителя: «В ноябрьской книжке „Странника“ опубликована книга „26 московских лжепророков и проч.“ — Что же? В первых двух статьях, особливо в первой, об Иване Яковлевиче, выставлено участником их лицо, предмет общего уважения, и превращено в предмет насмешки…»
Иван Яковлевич Корейша не был канонизирован Русской православной церковью и не прославляется в лике святых, однако некоторые верующие РПЦ высказывают надежду, что рано или поздно знаменитый угодник будет причислен к лику святых.

## Споры вокруг Ивана Яковлевича

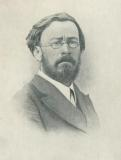
Иван Прыжов

Более двухсот лет ведутся споры вокруг Ивана Яковлевича Корейши. Мнения о нём — это, как правило, мнения его горячих приверженцев либо его убеждённых противников, при этом не столько противников самого Корейши, сколько противников его почитателей. По мнению В. И. Мельника, «даже среди блаженных он выделяется необычностью своего подвига, какой-то особой его, если говорить светским языком, романтической высотой». Знаменитый юродивый стал знаковой фигурой в общественном противостоянии 1860-х годов. М. С. Альтман со слов И. А. Худякова сообщает: "В начале мая 1862 г. на одной волжской пароходной пристани я встретился с двумя гарнизонными офицерами, которые наивно мне предложили следующий вопрос: «Скажите, пожалуйста: в Петербурге мы знаем — первый либерал Чернышевский, ну а в Москве кто первый либерал?» — «Будто уж вы не знаете! Конечно, Иван Яковлевич» (Худяков. Опыт автобиографии. Женева, 1882).
Открытые споры в печати об Иване Яковлевиче начались в 1859—1860 годах, хотя в обществе, как можно судить по повести Льва Толстого, они велись и прежде. 28 августа 1860 года газета «Московские ведомости» в рубрике «Вести и слухи» выступила с предложением запретить свободный доступ к Ивану Яковлевичу в Преображенской больнице, поскольку поклонение юродивому, по словам газеты, дошло «до непозволительного изуверства».
На эту заметку в 34-м номере газеты «Наше время» статьёй «Иван Яковлевич, лжепророк» откликнулся Иван Прыжов. Статья сразу вызвала ажиотаж, разноречивые отклики, фрагменты её были перепечатаны в октябрьском номере журнала «Отечественные записки», с критикой статьи выступил князь С. М. Голицын (также в газете «Наше время»). Прыжов несколько дополнил статью возражениями своим критикам, записками Корейши и перепечатал её в виде отдельной книги «Житие Ивана Яковлевича», включив в неё целиком возражение архимандрита Фёдора и фрагменты книги А. А. Долгорукого «Органон животного месмеризма». Как пишет сам Прыжов, идея книги зрела давно, и заметка в «Московских ведомостях» ускорила её появление.
28 августа 1860 года для изучения Корейши Прыжову пришлось лично отправиться к прорицателю в Сокольники (ныне Матросская тишина, № 20), где тот содержался в бывшем доллгаузе. Очевидно, разговора, интересного для Прыжова, не состоялось; как пояснил сам Прыжов, Корейша почти всё время молчал и не отвечал на предлагаемые вопросы. На просьбу персонала ответить посетителю Корейша отозвался усталостью. Прыжов объяснил апатичность Корейши тем, что при виде образованного человека Иван Яковлевич не решился играть роль чудотворца, поэтому произнёс что-то очень обыкновенное. В своей книге Прыжов не пытался скрывать своё отрицательное отношение как к самому Корейше, так и к сторонникам юродивого. Для того, чтобы совершить нечто вроде общественного суда над явлением поклонения юродству, масштабы которого превысили даже привычные московские мерки, Прыжов решил бросить вызов своим противникам и печатно пригласил их возразить ему по существу всех тех вопросов, которые были подняты в его книге.
Протест Ивана Яковлевича на господина Прыжова за название его лжепророком
Вы, милостивый государь, многое в книжке своей поставили мне в вину; а главным образом на показ всему свету выставили мою бескомфортабельную жизнь и жестоко осудили меня за то, что я, по великим постам, приносимые мне постные и скоромные кушания мешаю вместе, и потом сам ем и других кормлю; и всё это, как вы говорите, имеет в глазах моих мистическое значение. Стало быть, обвинение ваше пало на меня от вашего непонимания моего действия, а потому считаю нужным его пояснить вам. Раз как-то пришло в старую глупую голову на мысль, что у вас в свете по великим постам живут не так, как следовало бы: довольно разнообразно и с учреждениями св. Церкви нашей не согласно. Я слышу, например, что в эти святые дни там у вас шумные балы, то — удалые концерты, то — в театрах живые картины, лотереи и разные иностранные фокусы, а на балах — большие стерляди, пьяная уха, жирные пироги разных названий, гуси, утки, поросята; а там, в то же время, — редкие удары в колокола, большие и малые поклоны, потом: хрен, редька, лук, кислая капуста, чёрный хлеб и русский квас. Что это такое, думаю, — в одном городе, да не одни норовы? Все, кажется, — христиане православные, а не все живут православно. Первые мне очень не понравились; давай же — вразумлю их, чтобы и они жили по-христиански. Но как растолковать им, что жить им так не следует? Прямо так сказать — не послушают, — засмеются только. Написать книжку — не могу. Дай же составлю им такой винегрет из кушаний, чтобы он опротивел им всем; а если винегрет опротивеет им, то, думаю себе, наверно, тогда и беззаконная жизнь их опротивеет им и будут жить по христианскому закону. Вот вам, милостивый государь, объяснение непонятного для вас мешания кушаний; пусть послужит оно толкованием и всей моей, странной для вас, жизни!
На призыв Прыжова откликнулись архимандрит Фёдор и редактор консервативного журнала «Домашняя беседа» В. И. Аскоченский. В этом журнале появилось альтернативное описание юродивого, написанное от лица некоей почитательницы блаженного, «весьма образованной дамы», в виде письма одной своей знакомой: «Не знаю, что тебя напугало: неопрятность или безобразие физиономии, выставленные в книжке Прыжова? Неопрятности и ожидать нельзя: Иван Яковлевич находится не где попало, а в казённом заведении. Личность же Ивана Яковлевича не только замечательна, но и привлекательна. Белизна лица, шеи и рук так живы…». В другой раз Аскоченский сам писал: «Никто не докажет, что Иван Яковлевич развратил кого-либо, а ваши литературные обозрения, ваши хроники, мотивы и беранжерские песенки — настоящие экскременты, которыми вконец растлевается современная молодёжь и которые вырождают из себя целые толпы камелий. Если московский юродивец действительно вреден для общества, то правительство давным-давно прекратило бы к нему потоки многочисленных почитателей».

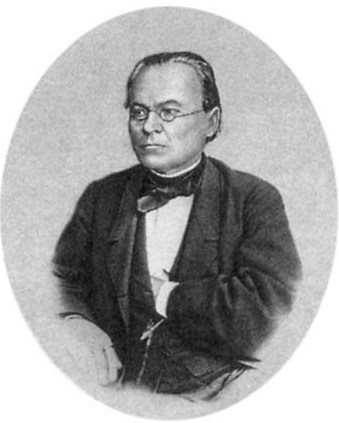
Виктор Аскоченский

Публицист Я. Горицкий в своём труде «Протест Ивана Яковлевича на господина Прыжова за название его лжепророком» поместил возражения на книгу Прыжова якобы от лица самого юродивого. Было несколько безымянных работ. Часть либеральных критиков, по указанию Прыжова, соглашаясь с общей оценкой Корейши, были недовольны результатами работы революционера-демократа по той причине, что Прыжов только поднял вопрос о Корейше, но не объяснил причины этого феномена. Демократическая журналистика поддержала работу Прыжова. В поддержку русского фольклориста выступил его чешский коллега Вацлав Ганка. Наоборот, известный литературный критик Аполлон Григорьев осудил попытку журналиста дискредитировать знаменитого блаженного.
Пафос Прыжова объясним тем, что этнограф пытался представить Корейшу наиболее влиятельным из множества самозванных пророков, одурманивающих своим влиянием необразованный русский народ: «Подобных ему вы найдёте во всех городах России, во всех углах её. Около этих существ собирается всякая нечисть, в них веруют, ими держится, от них расходится в разные стороны всё, что ни есть враждебного народу, христианству, всё, что ни есть фанатического, суеверного, грубого, жестокого».
Прыжов не ограничился первой книгой о Корейше и впоследствии напечатал ещё несколько работ, посвящённых Ивану Яковлевичу и другим юродивым, в частности, «26 московских пророков, юродивых, дур и дураков» (1864). С лёгкой руки Прыжова имя юродивого стало предметом насмешек и достоянием сатирических журналов «Искра», «Развлечение» (здесь был опубликован «Стих на похороны Ивана Яковлевича», Гиацинта Тюльпанова — Ф. Б. Миллера), в добролюбовском «Свистке» юродивого вышучивал И. И. Панаев. В этой обстановке серьёзное изучение биографии юродивого было невозможно. Помимо консервативной журналистики и изданий православной ориентации рядовые верующие высказывали своё осуждение атеистическим работам Прыжова. Имеются сведения, что якобы экземпляры «Жития Ивана Яковлевича» и «26 московских пророков, юродивых, дур и дураков» подвергались публичному сожжению на московских площадях убеждёнными сторонниками московского пророка.
С наступлением общественной реакции, к концу 1860-х годов, в печати появляется работа Е. Г. Палицыной «Сведения о жизни Ивана Яковлевича Корейши», 1869 год, и безымянный труд «Из моих памятных заметок о трудах и жизни Иоанна Яковлевича», 1869 г., направленные в защиту Корейши. В следующий раз интерес к Корейше наметился спустя двадцать пять лет в разнонаправленных работах А. Ф. Киреева, А. Л. Волынского и М. И. Пыляева. В начале нового столетия выходят работы Е. Поселянина, в связи с юбилеем Преображенской больницы в 1908 году появляются новые интересные публикации, в том числе работа главного врача больницы Н. Н. Баженова «История Московского Доллгауза» (1909), вызвавшая несколько ответных публикаций, и затем интерес к Корейше надолго исчезает.
Он возобновляется лишь в 1973 году публикацией кандидата медицинских наук, психиатра И. Копшицера «О психическом заболевании И. Я. Корейши», «Наука и религия», № 8, где автор с позиций советской психиатрии даёт оценку психическому заболеванию Ивана Яковлевича. В постсоветское время начинают переиздаваться прежние работы о юродивом и выходить новые, в частности статья А. Шамаро в журнале «Наука и жизнь», 1994, работы О. В. Никитиной, Владимира и Татьяны Мельник.
Основные вопросы, вызываемые деятельностью юродивого, таковы: было ли девиантное поведение Корейши следствием психического расстройства, каким оно неоспоримо было, например, у современника юродивого, поэта К. Н. Батюшкова, или принудительная госпитализация Корейши явилась результатом конфликта яркой, самобытной личности и тоталитарной в своей сути власти, как это было позднее в случае с П. Я. Чаадаевым, публично объявленным Николаем I сумасшедшим. Однако изоляции от общества в психиатрической лечебнице, в отличие от Корейши, ни Батюшков, ни Чаадаев подвергнуты не были.
Если же поведение Ивана Яковлевича не имело болезненных отклонений от нормы, в чём единодушно уверяли почитатели юродивого, в том числе достаточно влиятельные, его многолетнее пребывание в казённом учреждении ставило под сомнение правильность психиатрического заключения, однако обоснованность диагноза dementia уже в советское время была подкреплена авторитетом современной науки, и сколько-нибудь серьёзных попыток медицинской реабилитации Корейши никем не предпринималось. Правда, Прыжов упоминает о попытках некоего бывшего дьякона Верещагина вызволить Ивана Яковлевича из «безумного дома», но ему было отказано. В постсоветское время «синдром Корейши» рассматривали Александр Бочаров, Андрей Чернышов. По их мнению, в судьбе Корейши «как бы в гротескной форме отражается беда многих церковных людей, ищущих поклонения живому пророку и чудотворцу. Неуёмная жажда чудесного толкает их на поступки унизительные, но главное — несовместимые с христианским учением. Нередко в этом случае психические заболевания принимаются за особые духовные дарования, связанные с пророчеством и чудотворством».
Второй важный вопрос, поднятый ещё Прыжовым, заключался в следующем: был ли Иван Яковлевич истинным пророком или лжепророком? Чтобы ответить на него, Прыжов совершил длинный исторический экскурс в область лжепророчества со времён XVII века. Он привёл многочисленные акты московских царей, поместных соборов, Петра I, Святейшего синода, направленные против «ханжей», «пустосвятов», кликуш и юродивых. Описывая жития прочих блаженных (Семён Митрич, Мандрыга, Матрёна Макарьевна, Данилушка Коломенский и т. д.) Прыжов вводит Ивана Яковлевича в исторический контекст: «Начало подвижнической жизни Ивана Яковлевича было чисто в древнерусском духе». По мнению архимандрита Фёдора, вопрос о лжепророках находится в компетенции богословов, Прыжов не соглашается с такой постановкой дела и считает этот вопрос исключительно гражданским, подсудным не Собору, а частному приставу.
По словам В. И. Мельника, Прыжов ненавидит Корейшу, но против своей воли настолько увлечён им, что упоминает его почти в каждом очерке о других юродивых, сравнивая их с Иваном Яковлевичем, так в статье о Семёне Митриче он воздаёт должное образованности пациента Преображенской больницы: «Вот Иван Яковлевич — тот великий философ. Он, бывало, и от писаний скажет, и эллинской премудрости научит, и табачок освятит, а Семён Митрич ничего этого не знал…» А. Дугин подводит следующий итог деятельности Прыжова: «Начал с того, что посмеивался над „студентом холодных вод“, а кончил тем, что убил студента Иванова» (Прыжов лично не убивал, но принимал участие).
Уже современные исследователи Корейши называют работу Прыжова пасквилем, мутным прыжовским источником, натуралистическим и злобным по духу, а самого этнографа и историка — скандальным автором, литературным авантюристом, люмпен-интеллигентом, алкоголиком, авантюрной личностью и так далее. Тот же В. И. Мельник упрекает писателей Н. С. Лескова и Ф. М. Достоевского в том, что они доверились на слово И. Г. Прыжову, слишком критично описывая Ивана Яковлевича в своих художественных произведениях. С другой стороны, А. Дугин находит парадокс в том, что особенности русского менталитета заставляют искать ума-разума у умалишённого человека: женское поминальное причитание над могилой Корейши "«…кто на ум-разум наставит?» И это об идиоте, бормотавшем «без працы не бенды кололацы», а на вопрос, что случится с рабом Александром, отвечавшем: «Александрос Львос Филиппа Висилавсу Македону урбсу».
В литературе существует мнение, что феномен Корейши возможен лишь тогда, когда в обществе есть потребность в юродивых. В то же время, согласно мнению современного исследователя юродства И. К. Мироненко-Маренковой, несмотря на наличие значительного количества источников по биографии Ивана Яковлевича и большого интереса к нему у современников, «в современной историографии до сих пор не существует подробного исследования, посвященного этому ярчайшему феномену, и историки ограничиваются отдельными статьями о судьбе Корейши». Таким образом, дискуссию о «нетипичной святости» Ивана Яковлевича Корейши до сих пор нельзя считать завершённой.

## Киновоплощения
- Владимир Сичкарь — Семён Яковлевич, блаженный в фильме Игоря Таланкина «Бесы» по одноимённому роману Ф. М. Достоевского, 1992 год.